# Trinity (essai atomique)
Pour les articles homonymes, voir Trinity.
Trinity est le nom de code du premier essai nucléaire réalisé par les forces armées des États-Unis le 16 juillet 1945 dans le cadre du projet Manhattan. Le test fut réalisé sur le champ de tir d'Alamogordo à une cinquantaine de kilomètres de la ville de Socorro au Nouveau-Mexique et démontra la viabilité du dispositif qui fut utilisé pour les bombardements atomiques d'Hiroshima et de Nagasaki en août 1945.
Dans le cadre du projet Manhattan, les scientifiques du laboratoire de Los Alamos développèrent une arme à fission utilisant du plutonium surnommée « Gadget ». En raison de sa complexité, ils n'étaient pas certains qu'elle fonctionnerait. Il fut donc décidé de réaliser un essai dans une région isolée et inhabitée et le choix se porta à la fin de l'année 1944 sur la zone désertique de Jornada del Muerto au Nouveau-Mexique. Un camp de base y fut construit et il accueillait 425 personnes au moment de l'explosion.
Le nom de code Trinity fut proposé par le physicien Robert Oppenheimer dirigeant le laboratoire de Los Alamos en référence à un poème de John Donne sur la Trinité. Craignant un long feu, les scientifiques demandèrent la construction d'un conteneur métallique appelé Jumbo afin de récupérer le plutonium ; celui-ci ne fut finalement pas utilisé. Une répétition fut par ailleurs organisée le 7 mai avec 108 tonnes d'explosifs mélangés à des particules radioactives pour calibrer les instruments.
L'explosion de Gadget dégagea une énergie d'environ 21 kilotonnes de TNT et fut considérée comme un succès par les observateurs parmi lesquels figuraient Vannevar Bush, James Chadwick, James Conant, Enrico Fermi, Leslie Groves, Richard Tolman et Robert Oppenheimer. Bien que l'explosion ait été vue et entendue à des dizaines de kilomètres, le public ne fut informé de l'essai que le 12 août à la publication du rapport Smyth.
Devenu un National Historic Landmark en 1965 et inscrit au Registre national des lieux historiques l'année suivante, le site fait aujourd'hui partie de la base de lancement de White Sands et est ouvert au public deux fois par an.

## Contexte
Le concept d'arme nucléaire émergea dans les années 1930 à la suite des découvertes scientifiques concernant la structure de l'atome et la fission nucléaire. La montée des régimes fascistes en Europe et le déclenchement de la Seconde Guerre mondiale firent craindre le développement d'un programme nucléaire nazi et les scientifiques, dont certains avaient fui l'Allemagne, pressèrent les gouvernements américain et britannique de faire de même. En juin 1942, les deux pays fusionnèrent leurs deux programmes au sein du projet Manhattan sous la responsabilité du brigadier-général Leslie Groves de l'Armée de terre américaine. Le développement des armes fut réalisé à Los Alamos dans le Nouveau-Mexique sous la supervision du physicien Robert Oppenheimer tandis que d'autres travaux de recherche furent réalisés à l'université de Chicago, à l'université Columbia et au Radiation Laboratory de l'université de Californie à Berkeley.
La physique nucléaire restait encore une science jeune dans les années 1940 et les scientifiques ignoraient quelle forme pourrait prendre une arme nucléaire. Pour ne négliger aucune piste, ils entreprirent de développer deux types de bombe employant chacune un matériau fissile différent : l'uranium et le plutonium. La production de ces deux éléments représentait une entreprise industrielle considérable étant donné la technologie de l'époque et elle finit par représenter 80 % du coût total du projet Manhattan. L'enrichissement de l'uranium destiné à accroître sa teneur en uranium 235, un isotope fissile nécessaire à la réaction en chaîne, fut réalisé à Oak Ridge dans le Tennessee. En utilisant de complexes procédés de séparation isotopique dans de gigantesques installations, les scientifiques du projet Manhattan parvinrent à produire les premiers kilogrammes d'uranium de qualité militaire en juin 1944.
La production de plutonium posa des problèmes différents car il s'agissait d'un élément synthétique n'existant qu'à l'état de traces à l'état naturel. Ses caractéristiques physiques, chimiques et métallurgiques étaient donc mal connues et jusqu'en 1944, seuls quelques microgrammes avaient été produits dans des cyclotrons alors que plusieurs kilogrammes étaient nécessaires pour fabriquer une bombe. Lorsque la production industrielle débuta dans le réacteur nucléaire X-10 puis dans ceux du site de Hanford dans l'État de Washington, les scientifiques découvrirent que le plutonium, majoritairement composé de l'isotope 239, avait une proportion plus élevée qu'attendue en isotope 240 bien plus instable. Cela signifiait que le modèle d'arme à insertion envisagé par les scientifiques où deux blocs de matières fissiles étaient projetés l'un contre l'autre était inenvisageable. En effet, la masse critique serait atteinte trop rapidement et produirait un long feu, une explosion nucléaire bien plus faible que prévu.
Les chercheurs de Los Alamos se tournèrent alors vers l'alternative plus complexe de la bombe à implosion. En septembre 1943, le mathématicien John von Neumann avait proposé un modèle d'arme composé d'un cœur en matière fissile entouré par deux types d'explosifs produisant des ondes de choc de vitesses différentes. En alternant précisément les couches pour former une lentille explosive, il était possible de concentrer l'énergie vers le cœur de plutonium pour le comprimer à plusieurs fois sa densité initiale et atteindre une masse critique. Cette technique était particulièrement délicate à mettre en œuvre et tout le laboratoire de Los Alamos fut réorganisé en août 1944 pour se concentrer sur la création d'une arme à implosion fonctionnelle.

## Préparatifs

### Décision

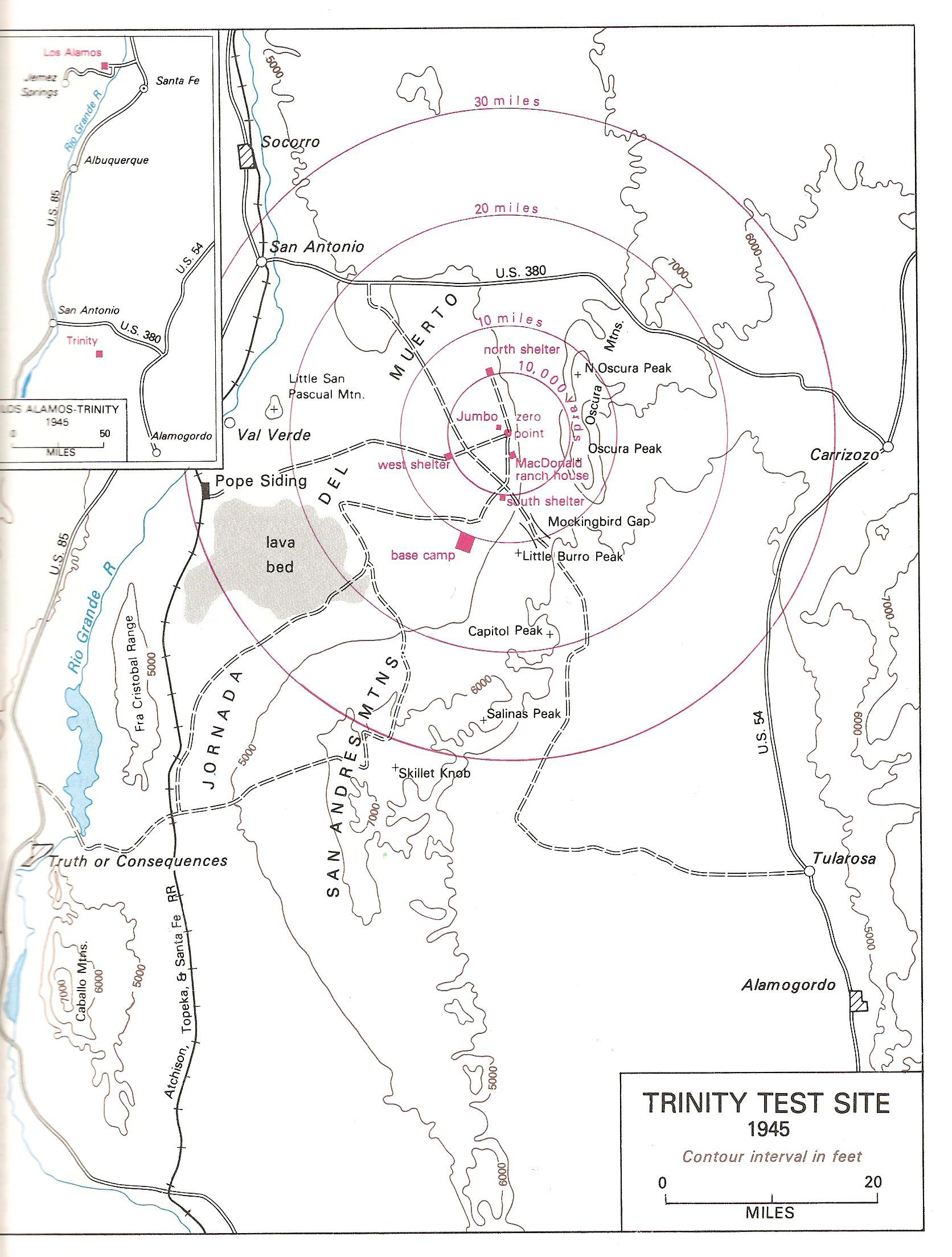
Carte du site de l'essai Trinity.

En raison de la complexité d'une arme à implosion, il fut proposé de réaliser un essai préalablement à son utilisation militaire pour évaluer son efficacité. Cette idée était soutenue par Oppenheimer et il la suggéra à Groves. Ce dernier l'accepta non sans réserves car la production du plutonium avait coûté énormément de temps et d'argent et il voulut savoir s'il était possible de le récupérer après le test. En février 1944, le physicien Norman Foster Ramsey proposa de réaliser un essai d'une puissance limitée dans une enceinte de confinement afin de pouvoir récupérer le plutonium.
Les scientifiques doutaient cependant de leur capacité à contrôler la réaction en chaîne pour maintenir l'explosion dans les limites de résistance de l'enceinte et ils craignaient que les données obtenues ne soient pas représentatives du fonctionnement de la bombe à échelle réelle. Oppenheimer avança alors que « le gadget à implosion doit être testé de manière que la production d'énergie soit comparable avec celle envisagée pour son utilisation finale ». En mars 1944, il obtint l'accord de Groves pour la réalisation d'une explosion non limitée dans une enceinte de confinement ; le responsable du projet Manhattan s'inquiétait cependant de la possibilité d'un échec et de la manière dont il devrait expliquer la perte d'un milliard de dollars de plutonium.

### Nom de code
L'origine exacte du nom de code « Trinity » est inconnue mais elle est souvent attribuée à Oppenheimer en référence à un poème de l'auteur anglais John Donne. En 1962, Groves lui écrivit à ce sujet en lui demandant s'il l'avait choisi pour ne pas attirer l'attention car nombre de rivières et de montagnes de l'Ouest américain portent le même nom. Il reçut la réponse suivante :
Je l'ai suggéré mais pas pour cette raison… Le pourquoi du nom n'est pas clair mais je sais quelles pensées j'avais à l'esprit. Il y a un poème de John Donne, écrit juste avant sa mort, que je connais et j'apprécie. En voici un extrait :
« As West and East
In all flatt Maps — and I am one — are one
So death doth touch the Resurrection. »
« Comme l'Ouest et l'Est
Sur tous les planisphères — et je suis humain — ne font qu'un
Ainsi la mort touche la Résurrection. »
Cela ne fait pas une Trinité mais dans un autre, un poème religieux plus connu, Donne commence par :
« Batter my heart, three person'd God, »
« Bats mon cœur, Dieu de Trinité »

### Site

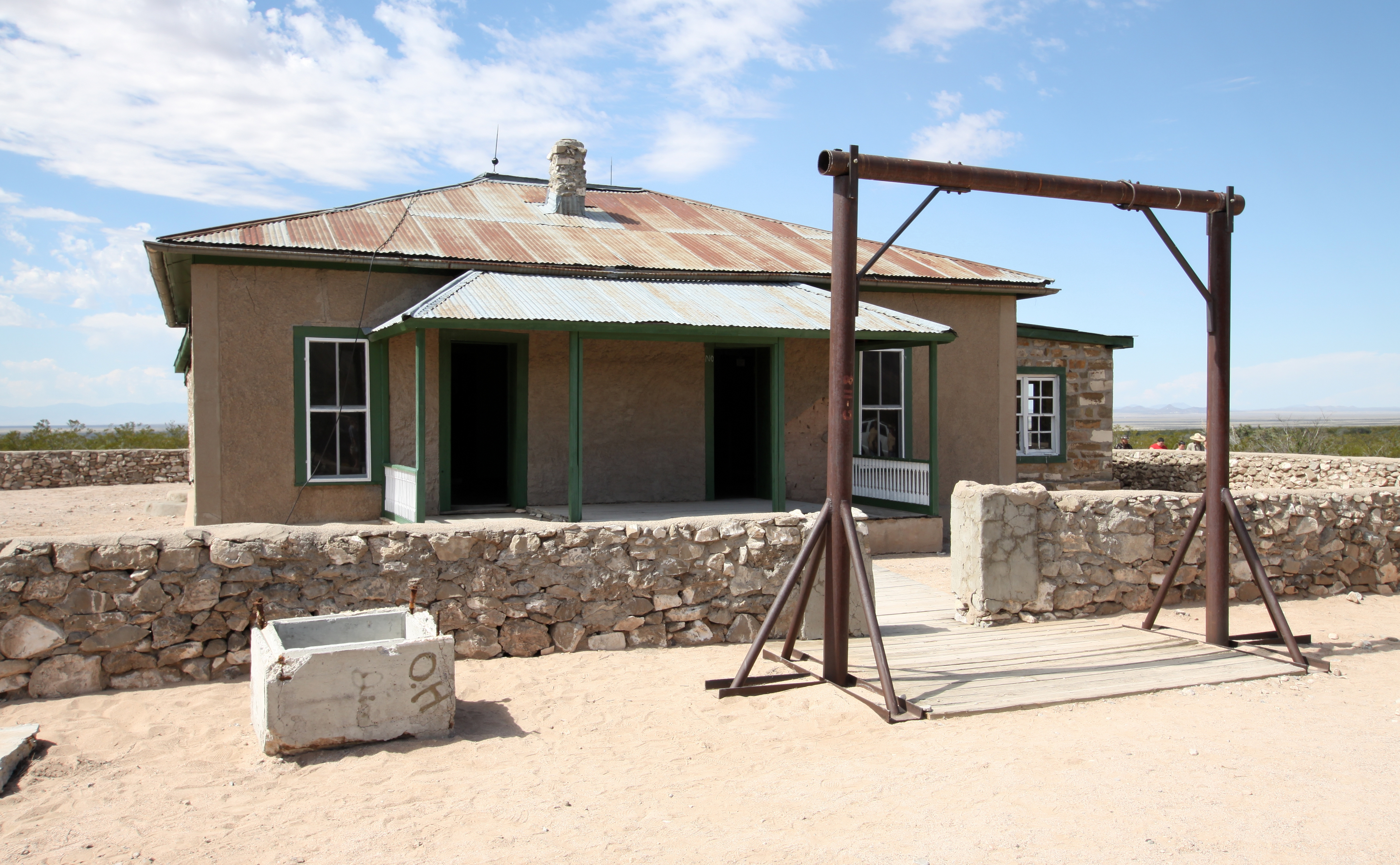
Photographie du ranch McDonald en 2015. Laissé à l'abandon pendant des années, le bâtiment a été restauré en 1982 pour lui rendre son aspect de 1945.

Pour garantir la sécurité des populations et le secret de l'essai, le site devait être inhabité et les scientifiques désiraient une zone plate pour minimiser les effets de l'onde de choc et un vent faible pour limiter les retombées. Huit emplacements furent sélectionnés : la vallée de Tularosa (en), la vallée de Jornada del Muerto (en), la zone au sud-ouest de la ville de Cuba, la région au nord de la ville de Thoreau et les champs de lave de l'El Malpais National Monument au Nouveau-Mexique ; la vallée San Luis (en) près du parc de Great Sand Dunes dans le Colorado ; le Desert Training Area et l'île San Nicolas en Californie du Sud ; et l'île Padre au Texas. Après une étude approfondie des différents sites, le choix se porta le 7 septembre 1944 sur l'extrémité nord du champ de tir d'Alamogordo dans la vallée de Jornada del Muerto du comté de Socorro au Nouveau-Mexique (33° 40′ 38″ N, 106° 28′ 31″ O).
La seule structure des environs était une maison, le ranch McDonald, à environ trois kilomètres au sud-est. Ses propriétaires avaient été expropriés en 1942 lors de la création du champ de tir qui servait de lieu d'entraînement pour les équipages de bombardier ; le terrain alentour utilisé comme pâturage fut interdit d'accès,. L'habitation fut utilisée par les scientifiques comme un laboratoire pour tester les composants de la bombe. La ville la plus proche, San Antonio, se trouvant à une quarantaine de kilomètres du site choisi, un camp de base fut construit à quinze kilomètres au sud-ouest pour accueillir le personnel et les installations de support technique ; 250 personnes travaillaient sur place en juillet 1945 et 425 étaient présentes le week-end de l'essai,.

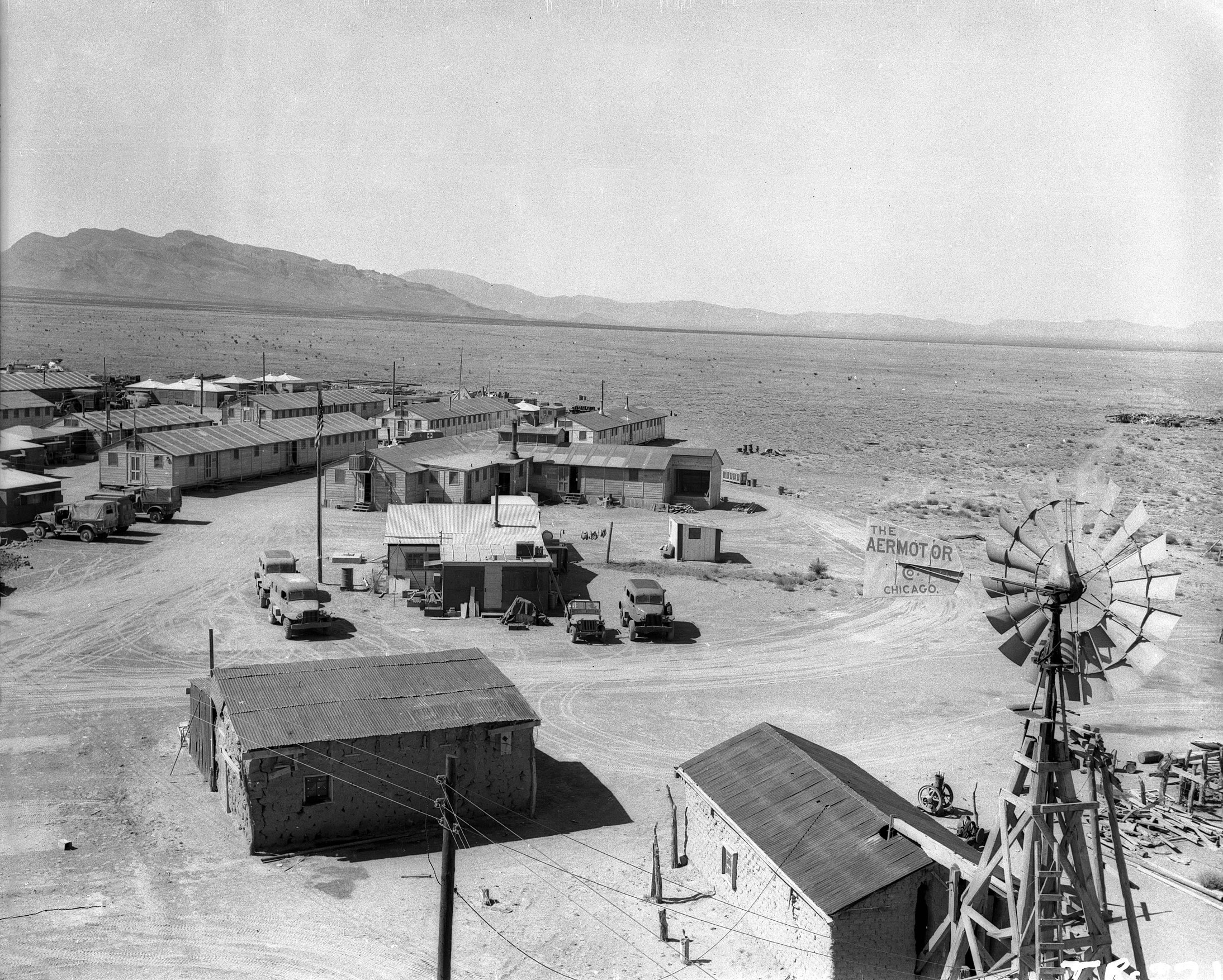
Camp de base pour l'essai Trinity.

Les douze hommes de la police militaire de Harold Bush arrivèrent sur le site le 30 décembre 1944 pour établir les premiers contrôles de sécurité et organiser des patrouilles à cheval. Les distances se révélant trop importantes pour les montures, elles furent remplacées par des jeeps et des camions ; les chevaux restèrent sur place pour les matchs de polo,. Le maintien du moral des hommes travaillant de longues heures dans les conditions difficiles du désert fut difficile et Bush s'efforça d'améliorer les logements et les repas et d'organiser des divertissements.
Les effectifs présents sur place augmentèrent tout au long de la première moitié de l'année 1945. L'eau des puits se révéla impropre à la consommation en raison de sa salinité et si elle convenait pour la toilette moyennant un savon spécial fourni par la Marine, il fut nécessaire de se procurer de l'eau potable auprès des pompiers de la ville voisine de Socorro. L'embranchement particulier sur la voie ferrée à Pope fut rénové et une zone de déchargement fut construite. Par ailleurs des routes furent tracées jusqu'au camp et plus de 320 kilomètres de fils téléphoniques furent posés,.
En raison de sa proximité avec le champ de tir, le camp fut accidentellement bombardé en mai. Lors d'un raid d'entraînement nocturne, le premier appareil détruisit accidentellement le générateur éclairant la cible, qui fut plongée dans l'obscurité. Quand les avions suivants arrivèrent sur place, ils se mirent à la recherche d'une cible illuminée et comme les pilotes n'avaient pas été informés de la présence du camp de Trinity, ce fut vers celui-ci qu'ils se dirigèrent. Le bombardement accidentel provoqua un début d'incendie et endommagea l'écurie ainsi qu'un atelier de charpentier.

### Jumbo

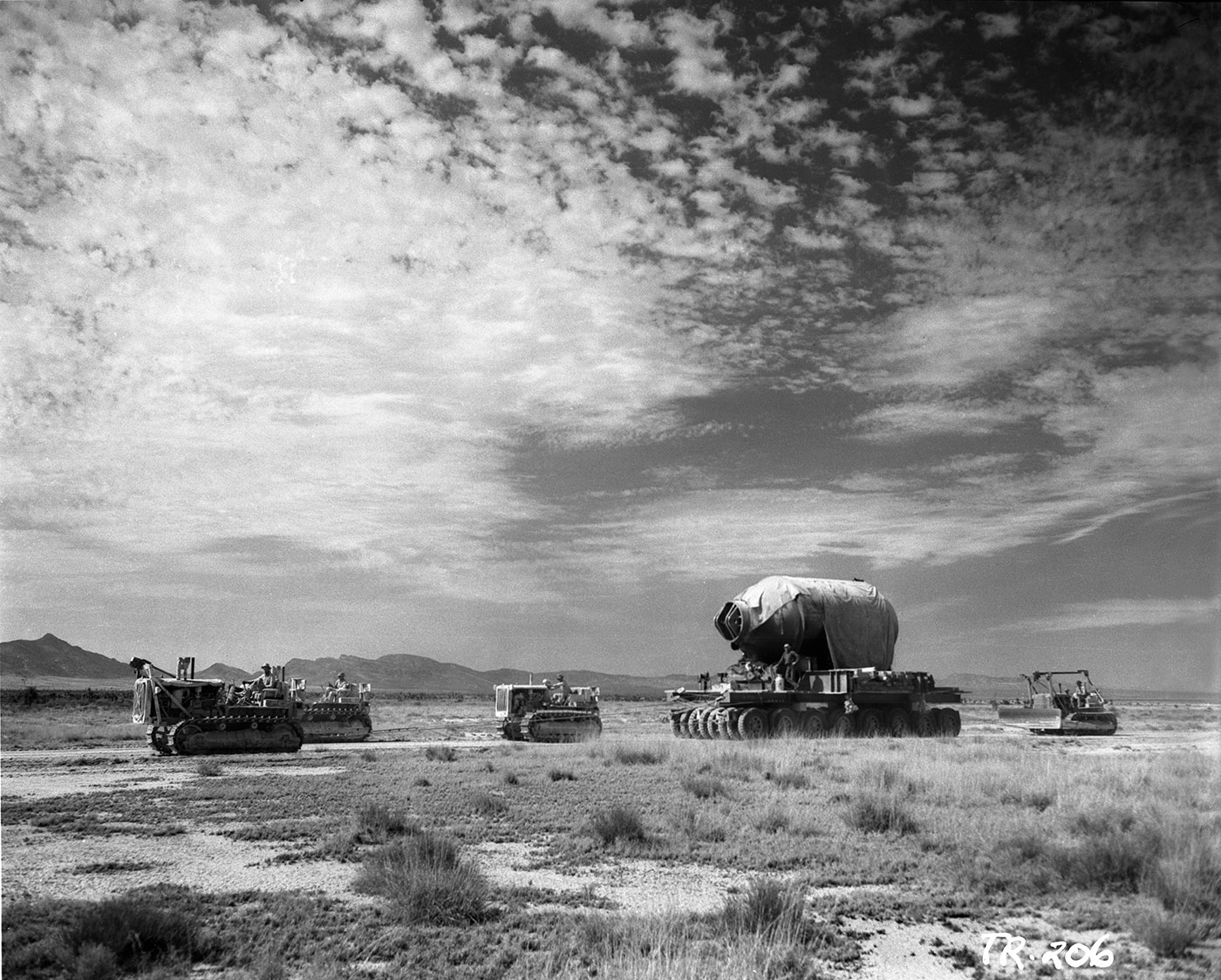
Transport de Jumbo jusque sur le site de l'essai Trinity.

La conception de l'enceinte de confinement, surnommée « Jumbo », destinée à récupérer la matière fissile en cas d'échec de l'explosion fut confiée à Robert W. Henderson et Roy W. Carlson de Los Alamos. Les physiciens Hans Bethe, Victor Weisskopf et Joseph Oakland Hirschfelder déterminèrent qu'elle devait avoir la forme d'une sphère d'un diamètre de 4 à 4,6 mètres, une masse de 150 tonnes et devait pouvoir résister à une pression de 3 450 bars. Après avoir demandé l'avis d'entreprises sidérurgiques et ferroviaires, Carlson développa un modèle réduit en forme de cylindre plus facile à fabriquer mais toujours aussi complexe à transporter. Pour sa fabrication, il se tourna vers la société Babcock & Wilcox, spécialisée dans la production de chaudières pour la Marine dont les caractéristiques étaient similaires à celles exigées pour Jumbo.
Livré en mai 1945, Jumbo avait un diamètre de trois mètres, une longueur de 7,6 mètres, des parois de 360 millimètres d'épaisseur et pesait 217 tonnes,. Un train spécial l'achemina depuis son lieu de fabrication à Barberton dans l'Ohio jusqu'à Pope où il fut transbordé sur un grand chariot et remorqué sur 40 kilomètres par des tracteurs. Il s'agissait à l'époque du plus lourd objet jamais transporté par rail.
Pour beaucoup de chercheurs de Los Alamos, Jumbo était « la traduction physique du moment où le laboratoire avait eu le moins d'espoir dans le succès d'une bombe à implosion ». À son arrivée, les scientifiques avaient cependant repris confiance dans son fonctionnement et la production des réacteurs de Hanford permettait d'écarter tout risque de pénurie de plutonium même en cas d'échec du test. Par ailleurs, la présence d'un conteneur risquait de modifier le comportement de l'explosion et donc de perturber les analyses ; il fut donc décidé de ne pas l'utiliser et de le positionner sur une structure en acier à 730 mètres du lieu de l'essai. Il survécut à l'explosion et se trouve toujours sur place.

### Test préliminaire

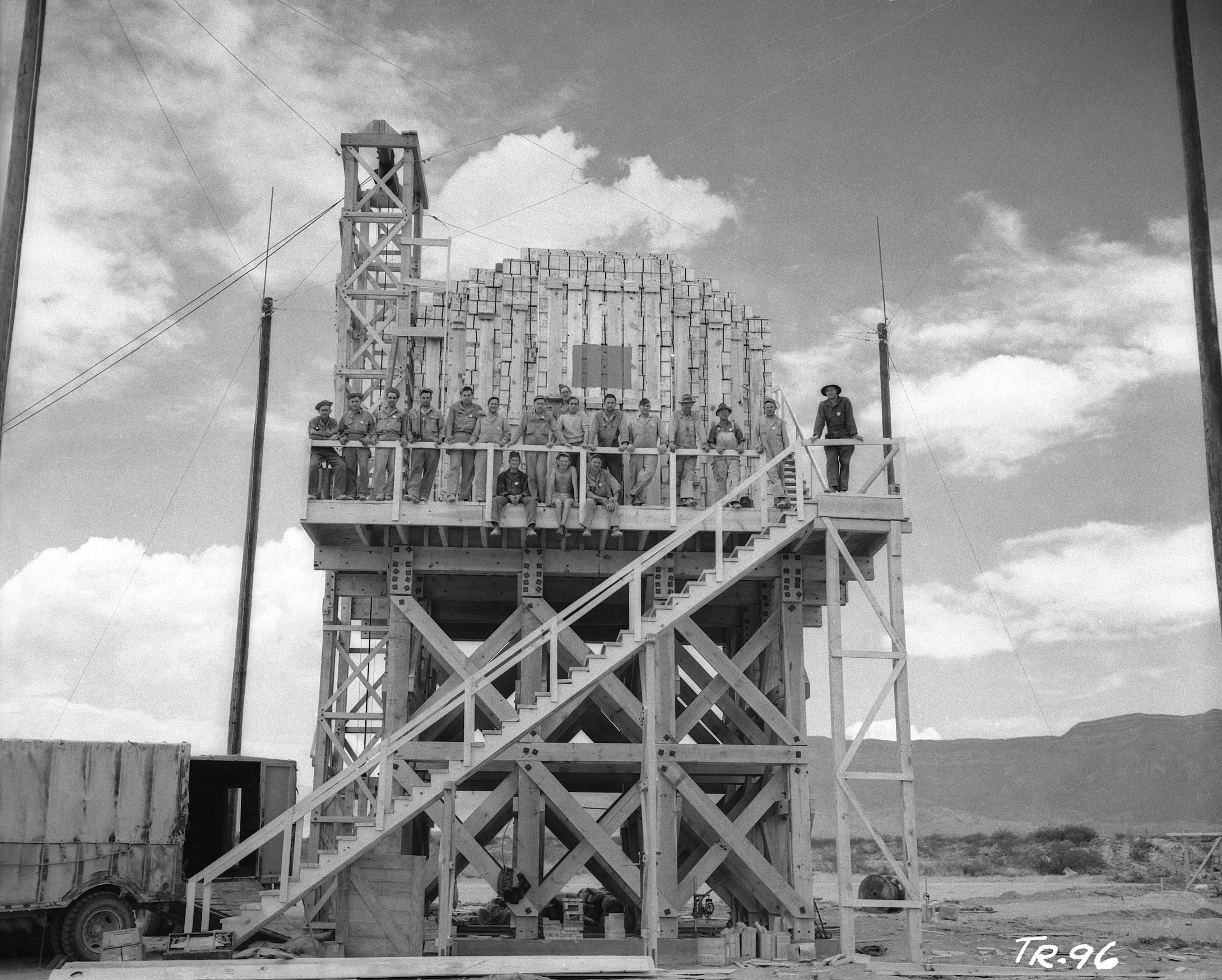
Plateforme en bois accueillant les 110 tonnes d'explosifs.

Comme il n'était pas prévu un second essai, le responsable du test Kenneth Bainbridge décida de réaliser une répétition générale pour valider les procédures et calibrer les équipements. Oppenheimer était initialement sceptique mais il donna son accord et reconnut par la suite que cela contribua à la réussite de l'essai Trinity.
Pour ce test préliminaire, 110 tonnes de TNT furent empilées sur une plateforme en bois de six mètres de haut à 730 mètres du point zéro. Pour simuler les effets radioactifs, un échantillon provenant de Hanford, renfermant une source radioactive d'activité bêta et gamma de respectivement 37 et 15 TBq, fut dissous et réparti dans des tubes traversant le tas d'explosif,,. Le test était prévu pour le 5 mai, mais il fut repoussé de deux jours pour permettre l'installation d'équipements supplémentaires. La détonation devait avoir lieu à 4 h mais elle fut retardée de 37 minutes, pour qu'un B-29 d'observation soit présent.
La boule de feu fut visible depuis la base d'Alamogordo, à une centaine de kilomètres, mais l'onde de choc fut limitée. Peu après, le physicien Herbert L. Anderson (en) utilisa un char M4 Sherman modifié et recouvert de plomb pour approcher le cratère de 9,1 mètres de diamètre et 1,5 mètre de profondeur. Les échantillons de sol révélèrent que la radioactivité était suffisamment faible pour autoriser un accès sans protection particulière, mais limité à quelques heures. Du point de vue technique, une défaillance électrique d'origine inconnue fit que l'explosion eut lieu 0,25 seconde trop tôt, ruinant les expériences nécessitant une précision plus importante,.
Le test permit de mettre en évidence des problématiques imprévues. À la suite de la saturation du système téléphonique, de nouvelles lignes furent posées et enterrées pour éviter d'être endommagées par les véhicules, un plus grand nombre de radios fut distribué, et un téléscripteur fut installé pour faciliter les communications avec Los Alamos. Il était également apparu que les véhicules n'étaient pas assez nombreux, et qu'il leur fallait un atelier de réparation. Les routes furent jugées de mauvaise qualité, car la poussière soulevée par le passage des véhicules perturbait les équipements ; plus d'une trentaine de kilomètres de routes furent ainsi revêtues préalablement à l'essai Trinity. Enfin, un nouveau bâtiment fut construit au camp de base, pour permettre des réunions avec un plus grand nombre de participants, et la cantine fut agrandie,.

### Gadget

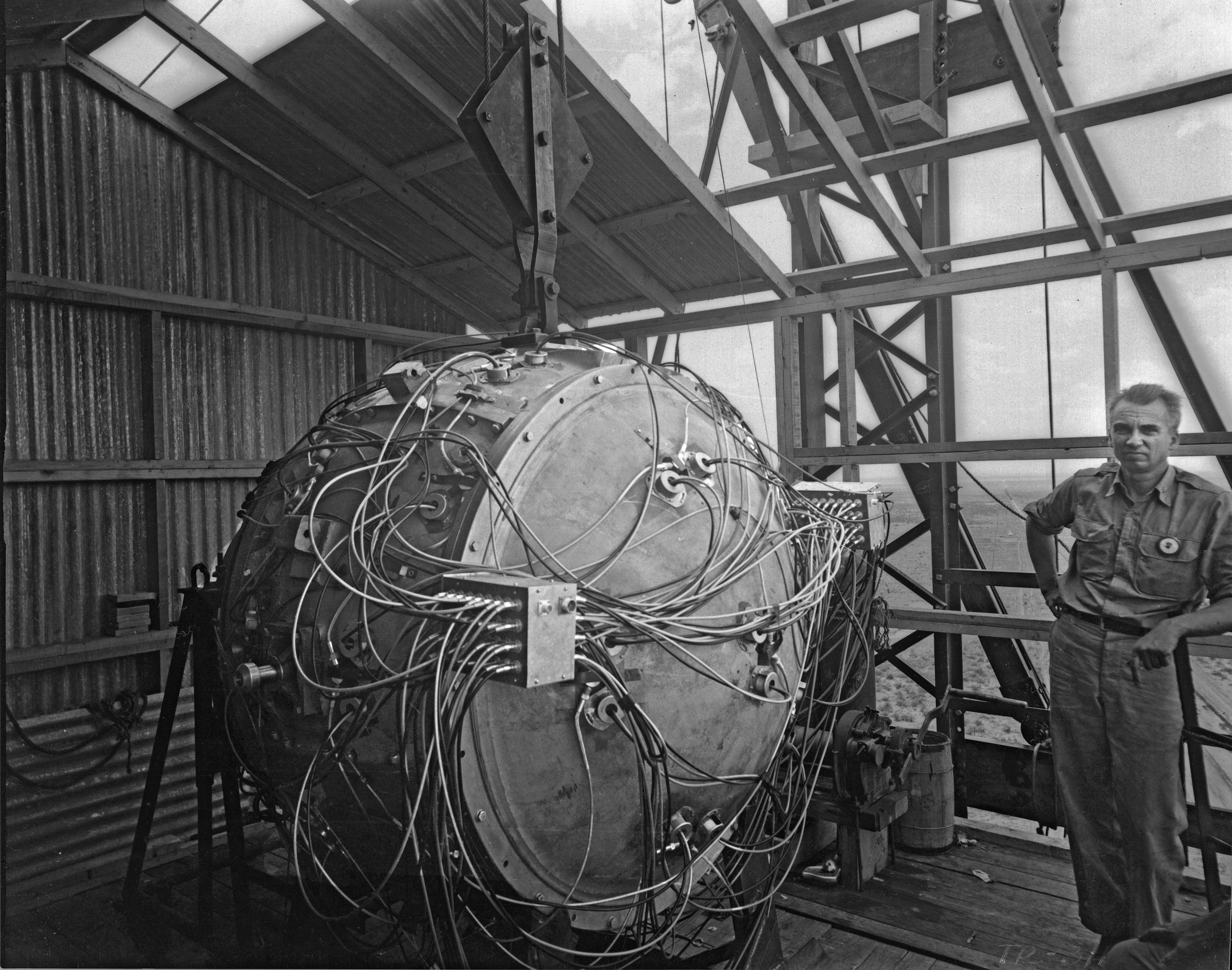
Norris Bradbury à côté du Gadget partiellement assemblé à la base de la tour de l'essai Trinity.

Le terme de « Gadget » était un euphémisme de laboratoire pour désigner une bombe et la section du laboratoire de Los Alamos responsable du développement de l'arme, prit le nom de « division G » (pour Gadget) en août 1944. À ce moment, le mot ne faisait pas spécifiquement référence à la bombe devant être employée pour l'essai Trinity, car elle n'avait pas encore été développée; quand ce fut le cas, le terme fut utilisé comme nom de code par le laboratoire. Officiellement, le Gadget de Trinity était du type Y-1561, comme le fut Fat Man, utilisée quelques semaines plus tard lors du bombardement de Nagasaki. Les deux étaient très similaires, et les principales différences étaient l'absence de fusée et d'enveloppe balistique.
L'élément central de la bombe, le cœur, était composé de deux hémisphères moulés et pressés de 92 millimètres de diamètre et d'une masse totale de 6 190 grammes. Ces derniers étaient composés d'un alliage de plutonium — sous sa forme allotropique δ, la plus malléable et facile à usiner — et de gallium, destiné à maintenir sa stabilité à température ambiante,. La désintégration du plutonium générait une puissance de 15 watts chauffant le cœur à une température d'environ 40 °C. Les demi-sphères possédaient par ailleurs un revêtement en argent ; mais des boursouflures apparurent sur ce revêtement, qui furent recouvertes de feuilles d'or, et les cœurs suivants reçurent un revêtement en nickel, plus stable. Le cœur de Trinity n'était composé que de ces deux hémisphères, mais les cœurs ultérieurs furent équipés d'un anneau de section triangulaire, au niveau de la jonction des deux-demi sphères, pour éviter que les neutrons ne puissent s'échapper et provoquer une pré-détonation.
Au centre du cœur se trouvait une cavité sphérique d'environ 25 millimètres, destinée à accueillir la source de neutrons appelée initiateur. L'initiateur était composé de deux hémisphères en béryllium, entourant une sphère de béryllium recouverte de polonium ; la compression de cet initiateur par les ondes de choc générées par les lentilles explosives devait provoquer le mélange des deux composants, et générer les neutrons destinés à déclencher la réaction en chaîne du plutonium.

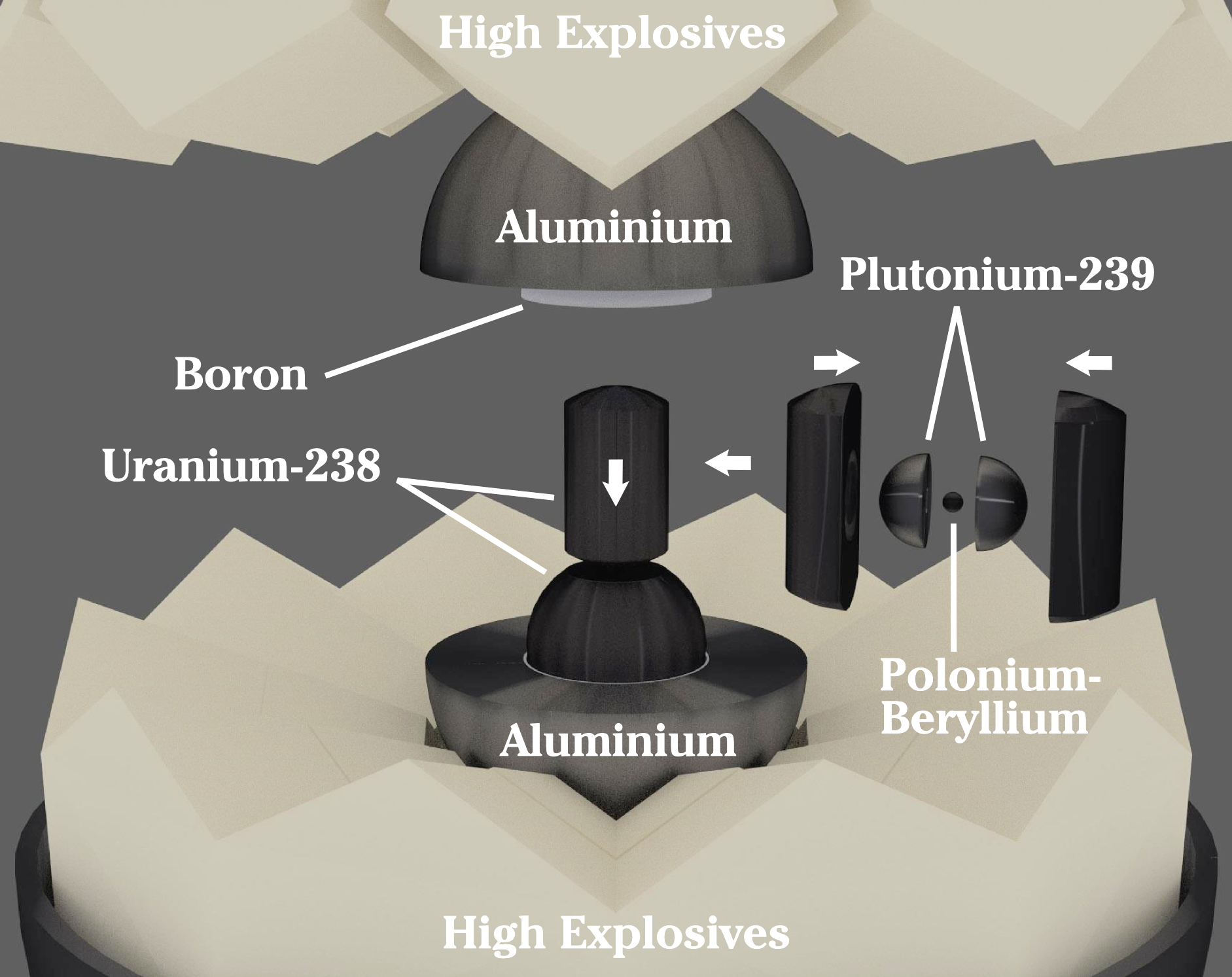
Vue en éclaté des composants de Gadget. Le slug contenant le cœur en plutonium était ajouté en dernier par le haut de l'ensemble.

Dans l'assemblage final, le cœur en plutonium était placé au milieu de deux demi-cylindres en uranium. Cet élément surnommé slug était positionné dans une sphère en uranium de centre creux, elle-même placée entre deux hémisphères en aluminium au contact des lentilles explosives. Cette conception différente du simple assemblage de sphères sous la forme de poupées gigognes était liée à des questions de sécurité : le slug contenant les éléments nucléaires pouvait être assemblé plus facilement et maintenu aussi longtemps que possible à l'écart des explosifs. Le choix de l'uranium pour le slug et la sphère centrale était lié à sa densité, qui permettrait de maintenir le cœur comprimé lors de la réaction en chaîne, et d'obtenir le meilleur rendement possible. Cet uranium n'était pas enrichi, et n'était pas destiné à participer à la réaction en chaîne initiale, mais des études ultérieures de l'essai Trinity révélèrent qu'environ 30 % de son énergie était liée à la fission de l'uranium induite par les neutrons rapides de l'explosion.
Un essai d'assemblage de Gadget, sans les composants nucléaires et explosifs, fut réalisé avec succès par l'équipe de Norris Bradbury à Los Alamos le 3 juillet. Les lentilles explosives arrivèrent au laboratoire les 7 et 10 juillet ; chacune fut analysée par Bradbury et l'expert en explosifs George Kistiakowsky, qui choisirent les meilleures. Les autres furent confiées à Edward Creutz (en), qui réalisa un essai de détonation près de Los Alamos. Les premières analyses semblèrent montrer que les lentilles n'avaient pas explosé simultanément. Cela laissait penser que l'essai Trinity échouerait, mais Bethe étudia de manière approfondie les résultats durant la nuit, et conclut que tout avait fonctionné correctement.
L'assemblage final des éléments nucléaires commença le 13 juillet dans la ferme du ranch McDonald, dont la chambre principale avait été transformée en salle blanche. L'initiateur, assemblé par Louis Slotin, fut placé au centre des deux hémisphères de plutonium. La sphère obtenue fut alors positionnée par Cyril Stanley Smith dans les demi-cylindres du slug ; les interstices furent comblés avec des feuilles d'or, et les deux moitiés du slug étaient maintenues jointes par des vis en uranium. La capsule de 48 kilogrammes ainsi assemblée fut alors transportée à la base de la tour, où son sommet fut percé pour permettre son accrochage à un treuil. Hissée au sommet de Gadget, elle fut descendue dans son centre via un espace créé par le retrait de deux lentilles explosives. Au moment de son arrivée au niveau de la sphère percée en uranium, il s'avéra que la capsule était trop large pour l'orifice. Robert Bacher réalisa que la chaleur dégagée par le plutonium avait entraîné une dilatation de la capsule, tandis que le froid nocturne avait provoqué une diminution de volume de la sphère en uranium. La mise en contact des deux éléments permit un équilibrage thermique, et la capsule entra complètement dans son emplacement au bout de quelques minutes. L'anneau de levage fut retiré, et l'orifice dans la capsule comblé par un bouchon en uranium. Un disque de bore fut placé au sommet de la capsule et un bouchon en aluminium fut vissé dans la sphère du même métal, avant que les deux lentilles explosives manquantes soient ajoutées. Le dernier élément de l'enveloppe en duralumin fut mis en place, et l'assemblage fut achevé vers 16 h 45 le 13 juillet.
Gadget fut hissé jusqu'au sommet de la tour en acier de 30 mètres, où se trouvait une plate-forme en bois et un abri rudimentaire en tôle ondulée ; des matelas avaient été positionnés à la base de la tour au cas où le câble céderait. Le choix d'une explosion en hauteur était destiné à simuler un largage par un bombardier, et à réduire la contamination radioactive du sol. Une équipe composée de Bainbridge, Kistiakowsky, Joseph McKibben et de quatre soldats dont le lieutenant Bush réalisa l'armement final peu après 22 h le 15 juillet.

### Observateurs

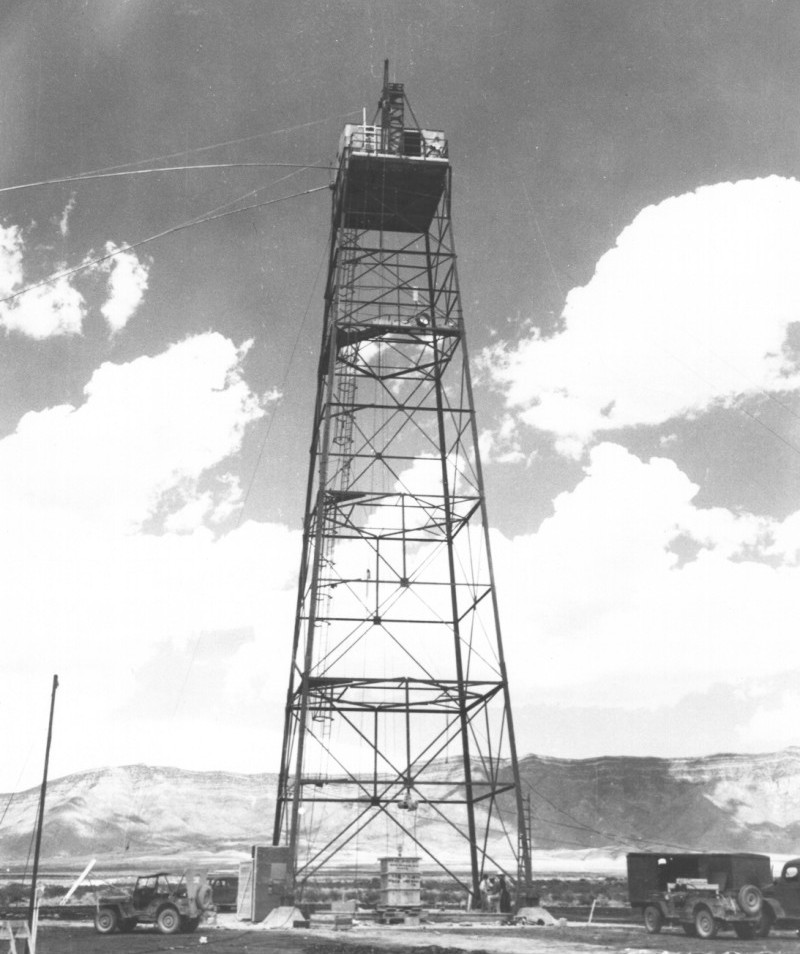
La tour de 30 mètres où fut réalisé l'essai Trinity.

Dans les deux semaines précédant le test, environ 250 personnes de Los Alamos travaillaient sur le site de Trinity, et la police militaire du lieutenant Bush comptait alors 125 hommes, chargés de surveiller et d'entretenir le camp de base. Cent soixante hommes sous le commandement du major T. O. Palmer étaient stationnés en dehors de la zone interdite, dans l'éventualité où une évacuation de la population serait nécessaire. Ils avaient suffisamment de véhicules pour transporter 450 personnes jusqu'à la base d'Alamogordo, où des infrastructures avaient été construites pour les accueillir. Groves avertit par ailleurs le gouverneur du Nouveau-Mexique John J. Dempsey qu'il aurait peut-être à faire appliquer la loi martiale dans le sud-ouest de l'État.
Des abris furent construits à environ 10 000 yards (9 100 m) au nord, à l'ouest et au sud de la tour, et furent appelés N-10,000, W-10,000 et S-10,000. Chacun avait un responsable : Robert Wilson à N-10,000, John Manley à W-10,000 et Frank Oppenheimer à S-10,000. La plupart des observateurs se trouvaient néanmoins à une trentaine de kilomètres, et certains assistèrent à l'explosion de façon plus ou moins informelle ; Richard Feynman affirma ainsi qu'il fut la seule personne à avoir vu l'explosion sans les lunettes de protection fournies, car il avait utilisé le pare-brise de son véhicule pour filtrer les rayons ultraviolet nocifs. Bainbridge demanda à Groves de lui donner une liste de VIP de dix noms. Il choisit Oppenheimer, Richard Tolman, Vannevar Bush, James Conant, Thomas F. Farrell (en), Charles Lauritsen, Isidor Isaac Rabi, Geoffrey Taylor, James Chadwick et lui-même. Le groupe assista à l'essai depuis Compania Hill à environ 30 kilomètres au nord-ouest de la tour.

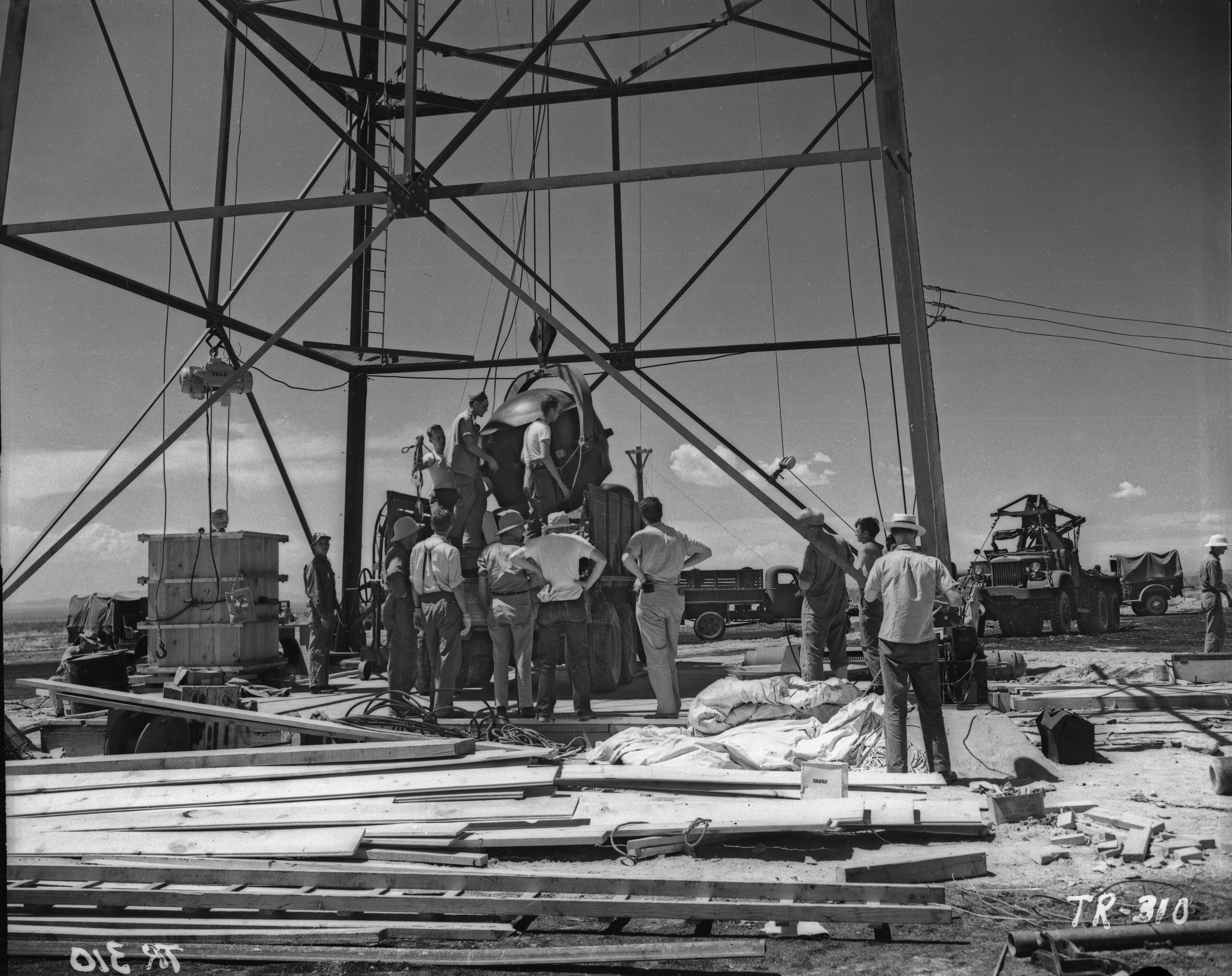
Préparation de Gadget avant son installation au sommet de la tour.

Les observateurs prirent les paris sur les résultats de l'essai. Edward Teller était le plus optimiste en prédisant une énergie de 45 kilotonnes de TNT ; en conséquence, il porta des gants, des lunettes de soleil sous les lunettes de soudeur fournies par le gouvernement ainsi que de la crème solaire qu'il partagea avec ses collègues,. Il fut néanmoins l'un des rares scientifiques à voir directement le test, car il n'avait pas suivi les consignes demandant aux observateurs de se coucher au sol dos à l'explosion. Les autres étaient moins optimistes, et Ramsey envisagea même un échec complet. Robert Oppenheimer prédit une énergie de 300 tonnes de TNT, Kistiakowsky 1 400 tonnes et Bethe 8 000 tonnes. Rabi, le dernier arrivé, remporta les paris avec une estimation de 18  kilotonnes. Enrico Fermi offrit de prendre des paris sur la possibilité que l'explosion enflamme l'atmosphère, et si cela était le cas, si seul l'État ou toute la planète seraient incinérés. Bethe avait auparavant déterminé qu'une telle éventualité était quasiment impossible,, mais Bainbridge fut furieux que Fermi effraye ainsi les gardes qui n'avaient pas les connaissances pour savoir si cela était vrai ou non. De son côté, sa plus grande crainte était que rien ne se passe, car cela l'obligerait à s'approcher de la tour pour enquêter.
Les prises de vue photographiques de l'essai furent réalisées par une cinquantaine de caméras et d'appareils pouvant prendre jusqu'à 10 000 images par seconde. Un spectromètre rotatif placé à 9 100 mètres réaliserait l'analyse du spectre électromagnétique lors du premier dixième de seconde, tandis qu'un second, plus lent, suivrait la boule de feu. Des caméras furent également placées dans des abris à seulement 730 mètres de la tour derrière des plaques d'acier et de verre ; les abris étaient montés sur des skis pour permettre leur remorquage par le char recouvert de plomb. Malgré les consignes, certains observateurs amenèrent leur propre matériel photographique. Segré avait ainsi fait entrer l'appareil du physicien Jack Aeby, qui réalisa la seule photographie bien exposée connue de l'explosion.

## Explosion

### Détonation
Pour le test, les scientifiques désiraient une bonne visibilité, un faible taux d'humidité, des vents faibles à basse altitude et des vents orientés à l'ouest à haute altitude. Des conditions optimales furent prévues entre le 18 et le 21 juillet mais la conférence de Potsdam devait débuter le 16 et le président Harry S. Truman voulait que l'essai eut lieu avant. Le test fut donc planifié pour le 16 juillet au moment où tous les éléments de la bombe devenaient disponibles.
La détonation devait initialement avoir lieu à 4 h mais elle fut repoussée en raison d'orages. Les scientifiques craignaient que les retombées radioactives ne soient accrues par la pluie et qu'un éclair ne déclenche une explosion prématurée. Un rapport météorologique favorable fut publié à 4 h 45 et le compte à rebours final de vingt minutes fait par Samuel King Allison débuta à 5 h 10. Il y eut quelques problèmes de communication : la fréquence utilisée par le B-29 d'observation était la même que celle de la radio Voice of America et les radios FM partageaient leurs fréquences avec une station de chargement ferroviaire de San Antonio au Texas.

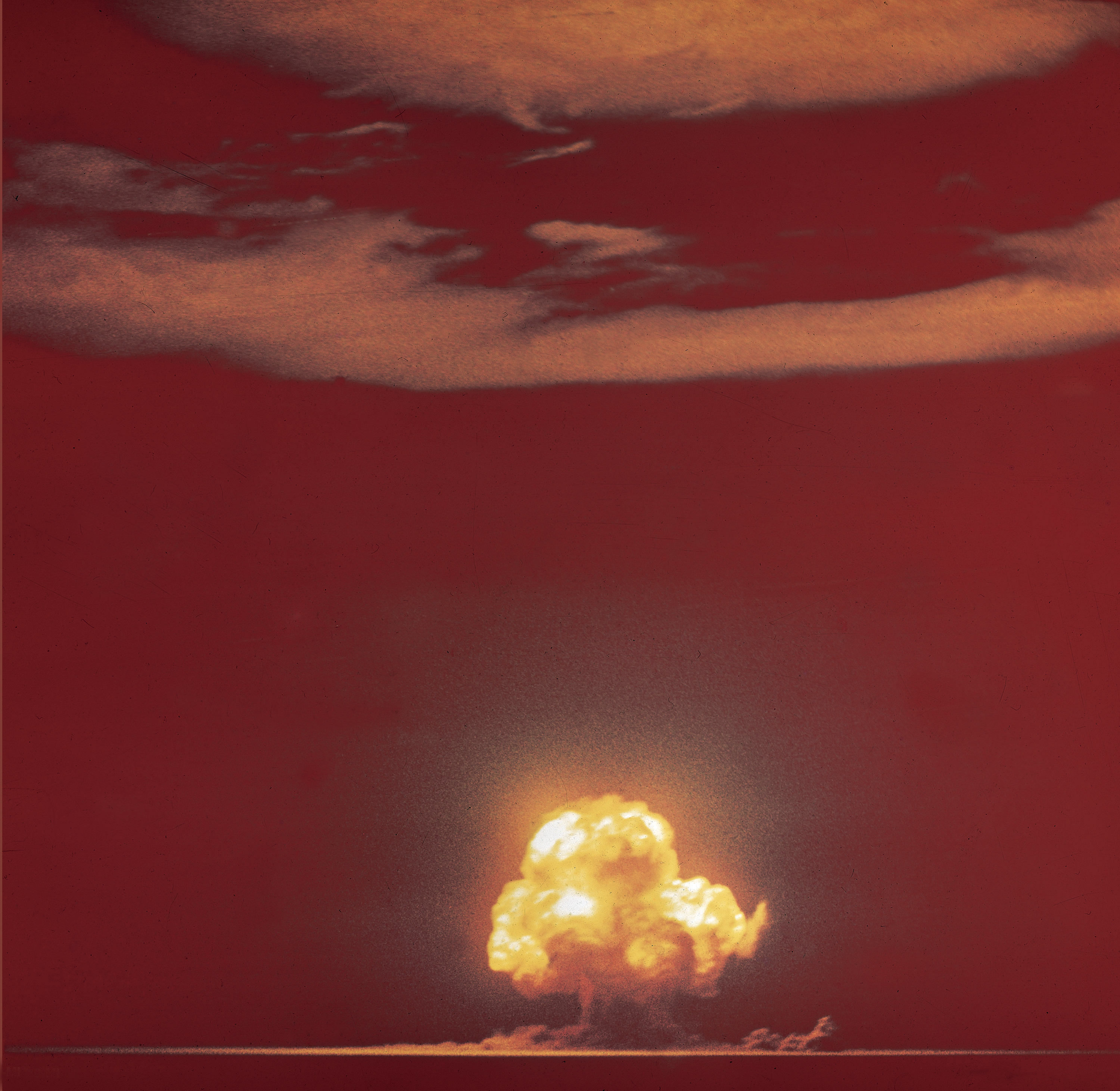
Cette photographie de Jack Aeby est la seule prise de vue bien exposée connue de l'explosion.

À 5 h 29 min 21 s (± 2 secondes), Gadget explosa avec une énergie d'environ 20 kilotonnes de TNT. Le sable, composé en grande partie de silice, fondit et se transforma en un verre légèrement radioactif et verdâtre qui fut appelé trinitite au sein duquel une étude de 2021 mit en évidence la formation d'un quasi-cristal. L'explosion laissa un cratère de 1,5 mètre de profondeur sur 9,1 mètres de diamètre. Les observateurs rapportèrent que les montagnes alentour furent éclairées « plus brillamment qu'en plein jour » pendant une ou deux secondes tandis que les personnes présentes au camp de base indiquèrent que la chaleur « était aussi forte que dans un four ». Le son de l'explosion fut entendu à plus de 160 kilomètres et le nuage en champignon s'éleva jusqu'à une altitude de 12 100 mètres.
Présent à Compania Hill, Ralph Carlisle Smith écrivit :

« Je regardais droit devant avec mon œil gauche ouvert protégé par un verre de soudeur et mon œil droit restant ouvert et découvert. Soudainement, mon œil droit fut aveuglé par une lumière qui apparut instantanément tout autour sans aucune augmentation d'intensité. Mon œil gauche pouvait voir la boule de feu débuter comme une gigantesque bulle ou un chapeau de champignon. J'ai lâché le verre de mon œil gauche presque immédiatement et observé la lente ascension verticale. La forte intensité baissa rapidement et n'aveuglait plus mon œil gauche mais cela restait encore incroyablement brillant. Elle devint jaune puis rouge et enfin d'un magnifique violet. Elle avait initialement un caractère translucide qui prit peu après l'apparence d'une fumée blanche et colorée. La boule de feu sembla s'élever comme un champignon. Plus tard, la colonne devint un cylindre de fumée blanche ; elle semblait bouger de manière pesante. Un trou fut percé dans les nuages mais deux anneaux de brouillard apparurent bien au-dessus de la colonne de fumée blanche. Il y eut une acclamation spontanée de la part des observateurs. Le Dr von Neumann déclara « c'était au moins 5 000 tonnes et probablement bien plus ». »

Dans son compte-rendu officiel, Farrel nota :

« Les effets lumineux défièrent toute description. Tout le paysage fut illuminé par une lumière écrasante d'une intensité plusieurs fois supérieure à celle du soleil de midi. Elle était dorée, mauve, violette, grise et bleue. Elle éclaira chaque pic, crevasse et crête de la chaîne de montagne voisine avec une clarté et une beauté qui ne peut être décrite mais doit être observée pour être imaginée… »

William L. Laurence du The New York Times avait été transféré temporairement au sein du projet Manhattan à la demande de Groves au début de l'année 1945. Ce dernier assista ainsi à l'essai Trinity et au bombardement de Nagasaki ; il écrivit également des communiqués de presse avec l'aide de l'équipe de relations publiques du Projet. Il rapporta par la suite :

« Un puissant cri remplit l'air. Le petit groupe qui avait jusqu'alors été enraciné dans la terre comme des plantes du désert commença à danser, le rythme de l'homme primitif dansant à l'une de ses fêtes du feu à l'arrivée du printemps. »

Après l'euphorie initiale, Bainbridge dit à Oppenheimer : « Maintenant nous sommes tous des fils de pute ». Rabi remarqua la réaction d'Oppenheimer : « Je n'oublierai jamais son pas ; je n'oublierai jamais la façon dont il est sorti de la voiture… son pas était celui du train sifflera trois fois… ce genre de bravade. Il l'avait fait. »
Oppenheimer rapporta par la suite qu'au moment de l'explosion, il pensa à un verset du Bhagavad-Gita, l'un des textes fondamentaux de l'hindouisme :

« Si dans le ciel se levait tout à coup la Lumière de mille soleils, elle serait comparable à la splendeur de ce Dieu magnanime…, »

Plusieurs années par la suite, il indiqua qu'il avait un autre verset en tête :

« Nous savions que le monde ne serait plus le même. Certains ont ri, certains ont pleuré. La plupart étaient silencieux. Je me suis souvenu d'une ligne du texte hindou, le Bhagavad Gita ; Vishnou essaye de persuader le Prince de faire son devoir et, pour l'impressionner, prend son apparence aux multiples bras et lui dit : « Maintenant je suis la Mort, le destructeur des mondes ». Je suppose que nous avons tous pensé cela, d'une façon ou d'une autre,. »

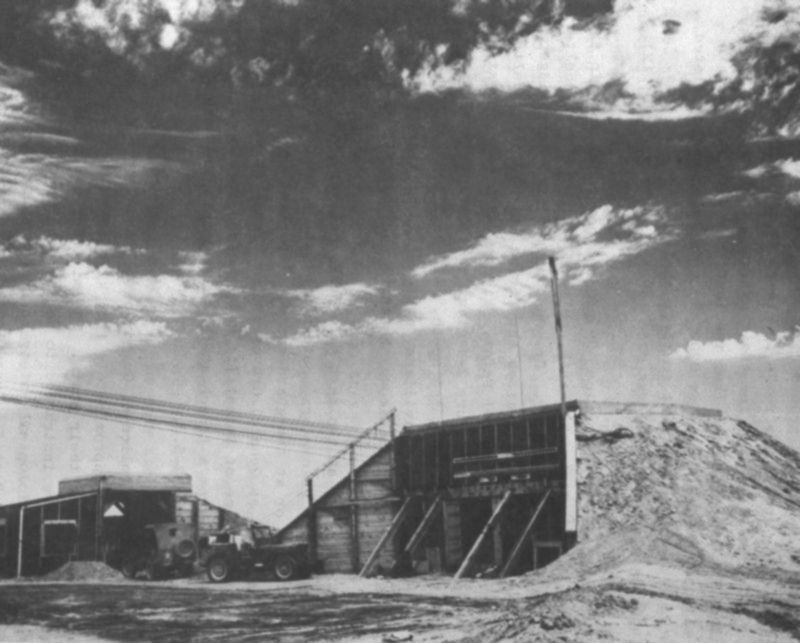
Le bunker S-10,000 utilisé par les observateurs.
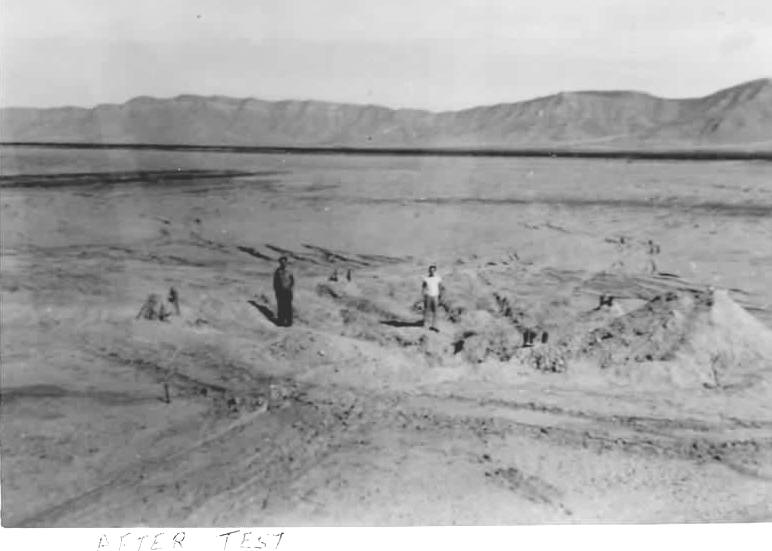
Scientifiques au point zéro en août 1945.
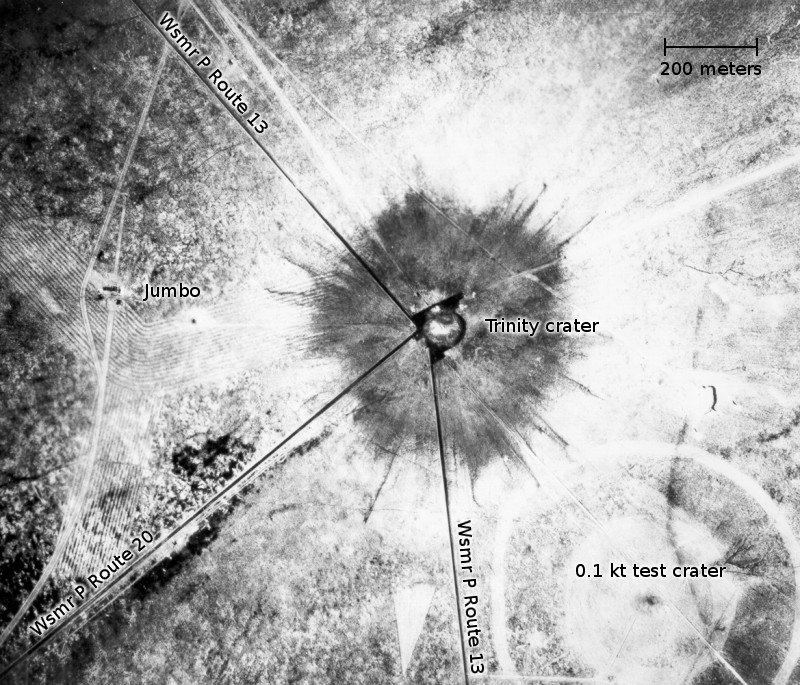
Photographie aérienne du site après l'essai[n 3].
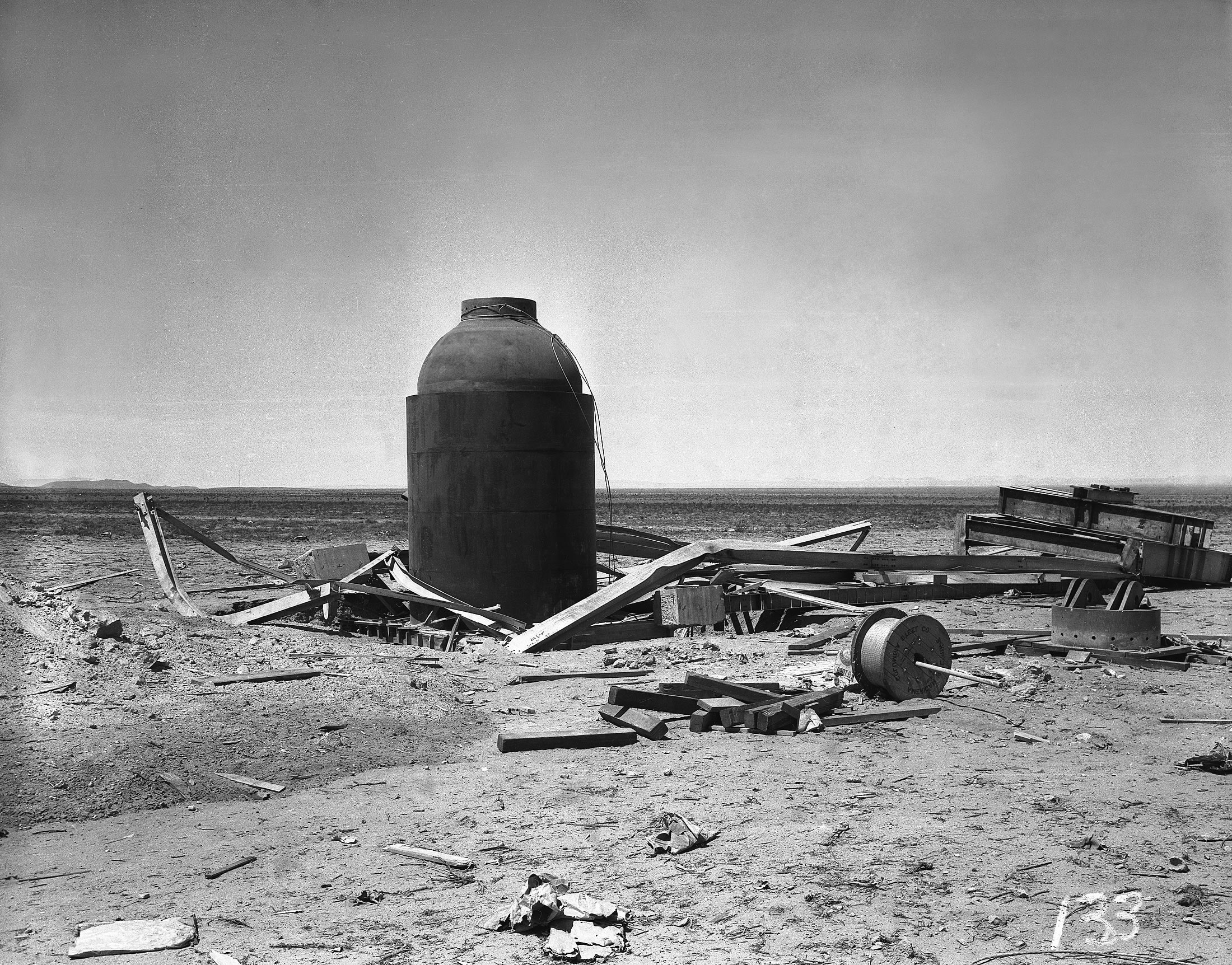
Jumbo après l'essai.

### Évaluation de l'énergie

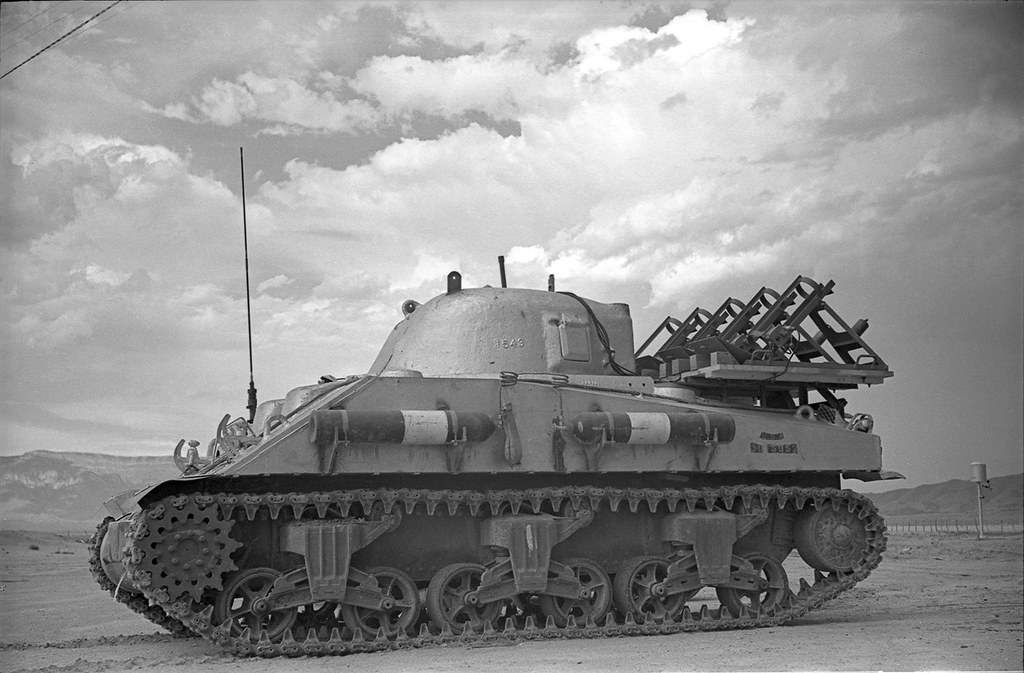
Un des chars M4 Sherman recouverts de plomb utilisé lors de l'essai Trinity.

Immédiatement après l'explosion, les deux chars M4 Sherman recouverts de plomb commencèrent à avancer vers le cratère. Les analyses radiochimiques d'échantillons de sol qu'ils collectèrent indiquèrent que l'énergie de l'explosion avait été d'environ 18,6 kilotonnes de TNT. Cinquante microphones associés à des manomètres fournirent des données concernant la pression de l'onde de choc ; les données obtenues suggéraient une énergie d'environ 9,9 kilotonnes de TNT (± 1 %). Des détecteurs de neutrons et de rayonnements gamma avaient également été installés mais peu survécurent à l'explosion,. Les estimations modernes donnent une énergie de 21 kilotonnes de TNT dont environ quinze issus de la fission du cœur en plutonium et six venant de la fission des éléments en uranium.
À la suite de l'analyse des données obtenues durant l'essai, l'altitude de détonation pour les bombardements sur Hiroshima et Nagasaki fut fixée à 560 mètres pour maximiser l'effet du souffle. Oppenheimer indiqua également à Groves que l'uranium utilisé dans une arme à insertion comme Little Boy serait mieux employé dans un cœur composite associé à du plutonium ; cette proposition arriva trop tard pour la bombe qui fut larguée sur Hiroshima mais la production des cœurs composites commença immédiatement.

### Détection civile

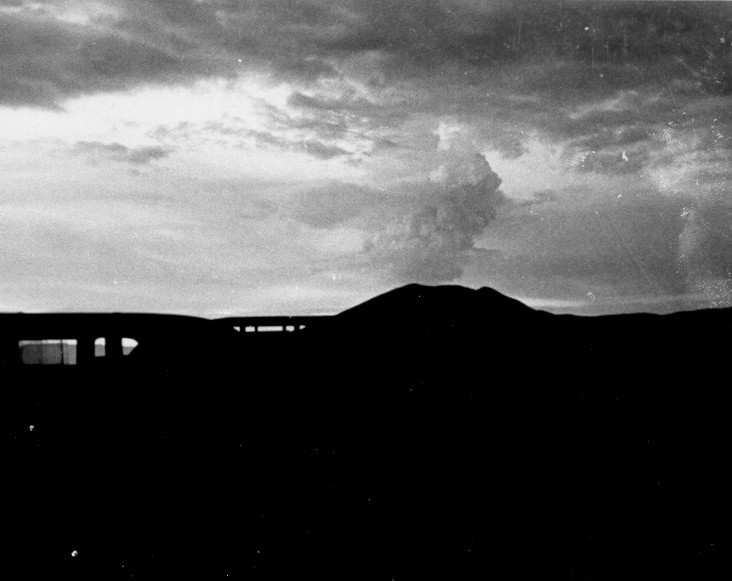
Photographie, probablement réalisée par un civil, du nuage en champignon provoqué par l'essai Trinity.

L'intense lumière et la puissante détonation furent remarquées dans tout le Nouveau-Mexique. Groves fit par conséquent publier un communiqué de presse rédigé plusieurs semaines auparavant par Laurence : 

« Alamogordo, N. M., 16 juillet

L'officier commandant la base d'Alamogordo a fait la déclaration suivante aujourd'hui : « Plusieurs demandes ont été reçues concernant une forte explosion ayant eu lieu sur la base d'Alamogordo ce matin. Un magasin de munitions isolé et contenant une quantité considérable d'explosifs et d'engins pyrotechniques a explosé. Aucun mort ou blessé n'est à déplorer et les dégâts à l'extérieur du magasin d'explosifs ont été négligeables. Les conditions météorologiques affectant la composition des obus à gaz détruits par l'explosion pourrait pousser l'Armée à évacuer temporairement certains civils ». »

Laurence avait préparé quatre déclarations pour couvrir toutes les éventualités allant de la réussite de l'essai — celui qui fut utilisé — à la destruction des communautés voisines et l'évacuation des résidents,,. Plusieurs journaux locaux publièrent le même jour un article indiquant que « la détonation fut observée et ressentie dans une zone comprenant El Paso, Silver City, Gallup, Socorro et Albuquerque » mais les publications importantes de la côte Est ignorèrent ces informations.
Le public apprit formellement la réalité de l'explosion peu après le bombardement d'Hiroshima par le biais du rapport Smyth publié le 12 août 1945. Rédigé par le physicien Henry DeWolf Smyth, ce document retraçait l'histoire du projet Manhattan et donnait des informations sur l'essai Trinity avec des photographies. Groves, Oppenheimer, des représentants du gouvernement et des journalistes se rendirent sur le site de l'essai en septembre 1945 en portant des surchaussures pour empêcher que leurs chaussures ne soient contaminées par les matières radioactives.

### Information officielle
Les résultats de l'essai furent transmis au secrétaire à la Guerre Henry L. Stimson qui se trouvait à la conférence de Potsdam en Allemagne au moyen d'un message codé rédigé par son adjoint George L. Harrison :

« Opéré ce matin. Diagnostic encore incomplet mais résultats semblent satisfaisants et déjà au-delà des attentes. Communiqué de presse local nécessaire car intérêt sur un grand territoire. Dr Groves ravi. Il revient demain. Je vous tiendrai informé. »

Le président Truman et le secrétaire d'État James F. Byrnes furent immédiatement informés de la réussite de l'essai dès l'arrivée du télégramme. Harrison envoya un second message le matin du 18 juillet :

« Docteur vient de revenir enthousiaste et confiant que le petit garçon [Little Boy] est aussi costaud que son grand frère. La lumière dans ses yeux est visible d'ici à High Hold et j'aurais pu entendre ses cris d'ici à ma ferme. »

Comme la résidence d'été de Stimson de High Hold se trouvait à Long Island et la ferme d'Harrison près d'Upperville en Virginie, cela signifiait que l'explosion avait été vue à une distance de 320 kilomètres et entendue jusqu'à 50 kilomètres, soit la distance entre ces lieux et Washington.

### Retombées radioactives

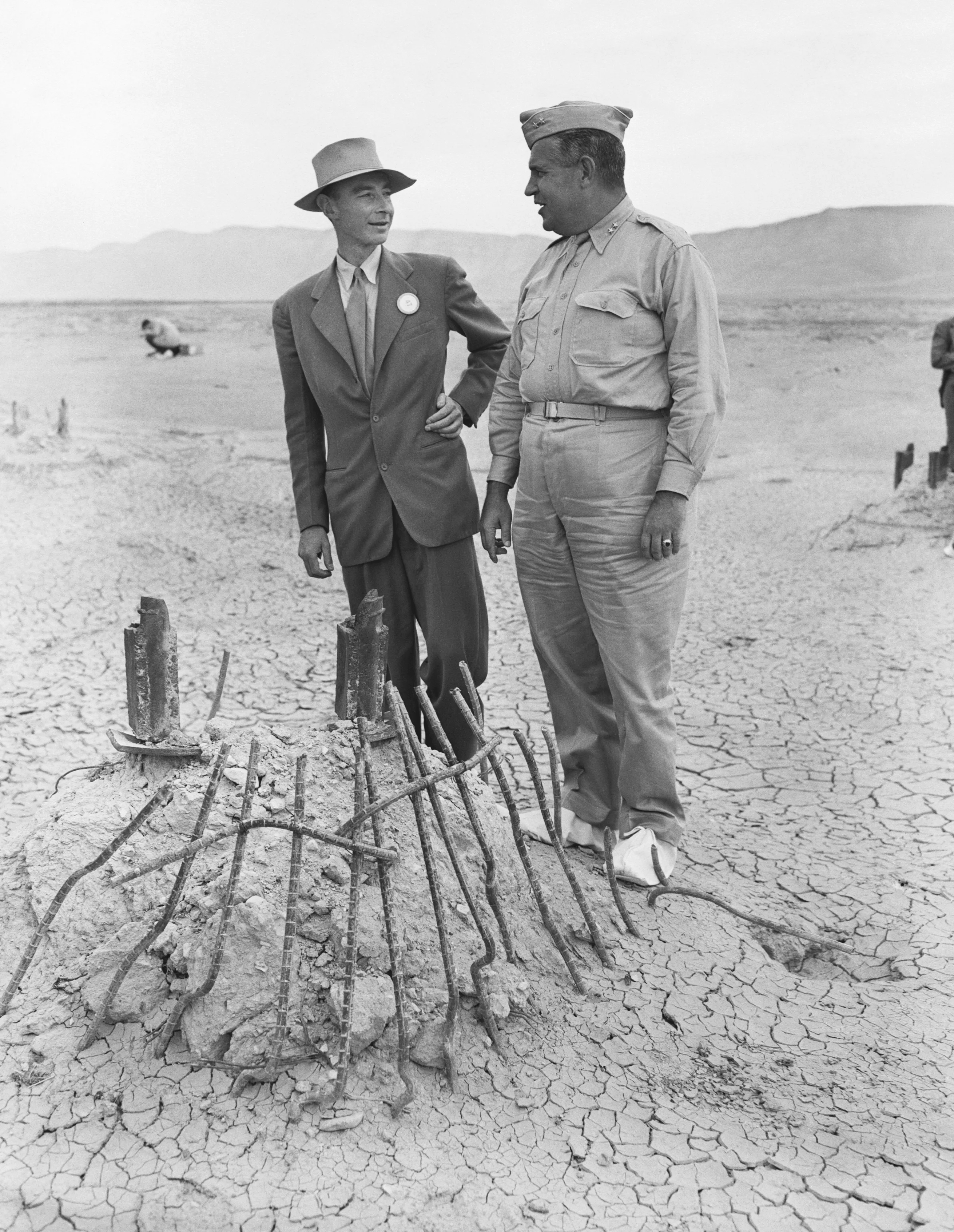
Leslie Groves (à droite) et Robert Oppenheimer (à gauche) à côté des restes de la tour utilisée pour l'essai Trinity.

Les dosimètres utilisés pour mesurer l'exposition à la radioactivité indiquèrent qu'aucun observateur de l'abri N-10,000 n'avait reçu plus de 0,1 röntgen mais l'abri fut évacué avant l'arrivée du nuage radioactif. L'explosion fut plus efficace que prévu et le courant d'air ascendant fit que peu de particules radioactives retombèrent sur le site de l'essai. Le cratère fut en revanche bien plus radioactif qu'attendu en raison de la formation de trinitite et les équipages des deux chars blindés de plomb furent fortement exposés. Le dosimètre d'Anderson enregistra une dose de sept à dix röntgens tandis que l'un des conducteurs, qui réalisa trois voyages, reçut entre treize et quinze röntgens,.
Les plus fortes retombées en dehors de la zone interdite furent enregistrées à une cinquantaine de kilomètres du lieu de l'essai à Chupadera Mesa. Les scientifiques notèrent des brûlures et une chute de poils sur le dos du bétail exposé. L'Armée acheta 75 bêtes dont les dix-sept les plus marquées furent gardées à Los Alamos et le reste fut envoyé à Oak Ridge pour une observation sur le long terme,,,.
À la différence de la centaine d'essais nucléaires qui furent menés par la suite dans le Nevada, les doses reçues par les habitants de la région autour d'Alamogordo n'ont pas été enregistrées et n'ont pas pu être reconstituées en raison du manque de données. En août 1945, peu après le bombardement d'Hiroshima, l'entreprise Kodak nota l'apparition de taches sur les pellicules qui étaient alors stockées dans des boîtes en carton. Un des employés, J. H. Webb, étudia la question et conclut qu'une explosion nucléaire avait eu lieu quelque part aux États-Unis ; il rejeta l'idée qu'il s'agissait d'une conséquence du bombardement au Japon car la contamination n'aurait pas pu rejoindre aussi vite les États-Unis. Il s'avéra que des retombées avaient contaminé l'eau utilisée par une papeterie de l'Indiana fabriquant le carton utilisé pour l'entreposage des pellicules. Conscient de l'importance de cette découverte, Webb garda le secret jusqu'en 1949. En conséquence, la Commission de l'énergie atomique des États-Unis fournit à l'industrie photographique des cartes et des prévisions des retombées pour lui permettre d'acquérir du matériel non contaminé et de prendre les mesures adéquates pour la protection des pellicules.

## Patrimoine
En 1953, la Commission de l'énergie atomique organisa un nettoyage du site de l'essai et une grande partie de la trinitite fut retirée et enterrée. Le site fut ouvert au public lors de visites organisées peu après et soixante-dix ans après l'essai, la radioactivité résiduelle est encore environ dix fois supérieure au rayonnement de fond. La dose reçue durant une visite d'une heure correspond ainsi à la moitié de la dose journalière moyenne d'un adulte américain et les visiteurs sont invités à ne pas ramasser les éventuels fragments de trinitite qu'ils trouveraient,.
Le 21 décembre 1965, le site Trinity, d'une superficie de 20 800 ha, a été déclaré National Historic Landmark et il a été inscrit au registre national des lieux historiques le 15 octobre 1966,. Le site comprend le camp de base où vivaient les scientifiques, le lieu de l'explosion et la maison du ranch McDonald où le cœur nucléaire a été assemblé. L'un des anciens bunkers abritant des instruments est visible depuis la route à l'ouest du lieu de l'explosion. Dans les années 1950, il fut décidé de détruire Jumbo en utilisant huit bombes de 230 kilogrammes :  l'explosion ne fit qu'arracher les deux extrémités. Incapable à s'en débarrasser, l'Armée enterra cet encombrant objet de 180 tonnes, récupéré en 1979 et placé à côté du parking visiteur. Le Trinity monument, un obélisque en roche volcanique de 3,7 mètres, marque depuis 1965 l'emplacement de l'hypocentre de l'explosion,.
Une visite spéciale fut organisée pour commémorer le cinquantenaire de l'essai, le 16 juillet 1995 ; un nombre record d'environ 5 400 personnes y participa contre la moitié habituellement. Le site reste une destination populaire du tourisme atomique même s'il n'est ouvert au public que deux fois par an : les premiers samedis d'avril et d'octobre.

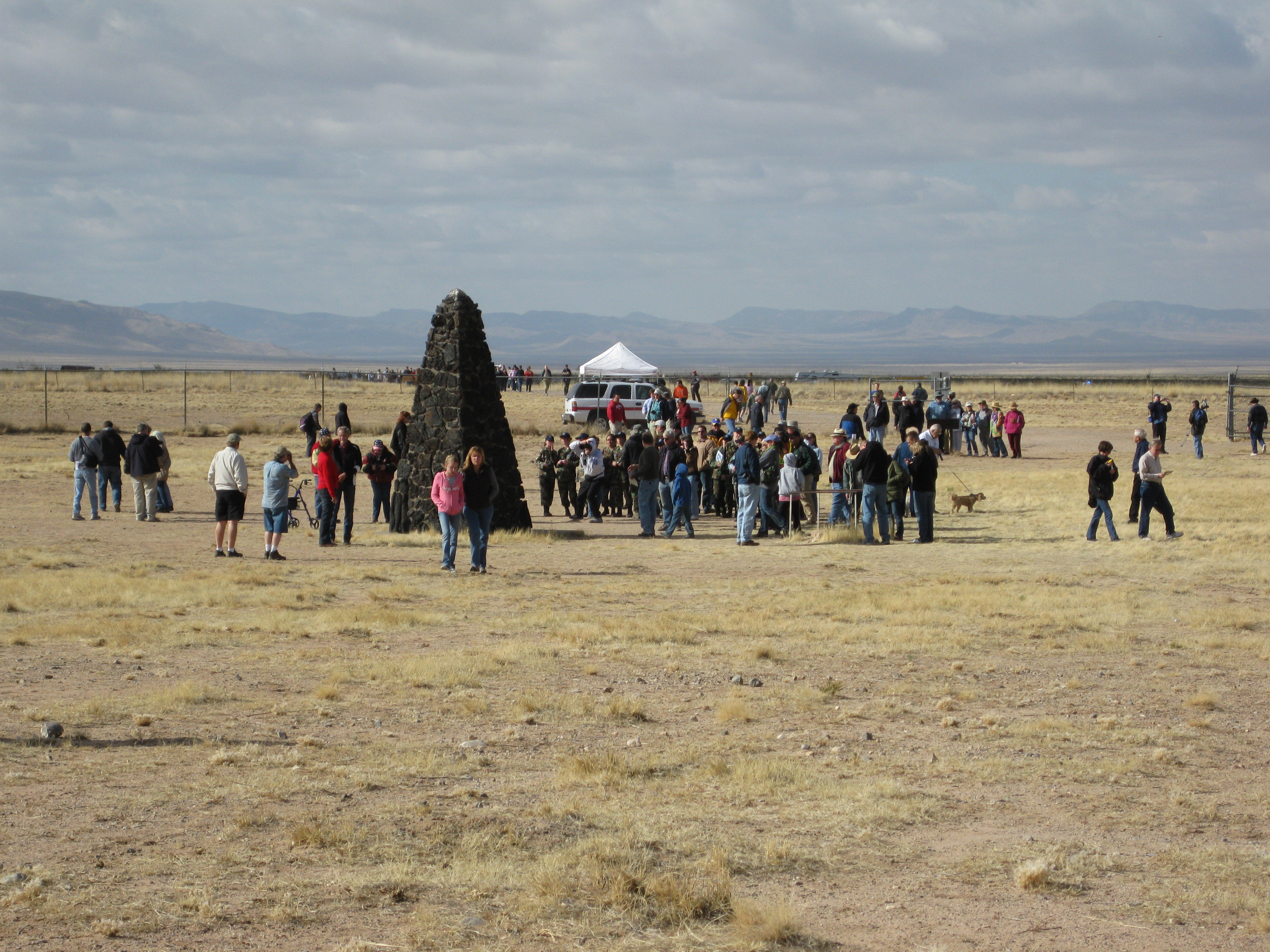
Touristes autour de l'obélisque en 2007.
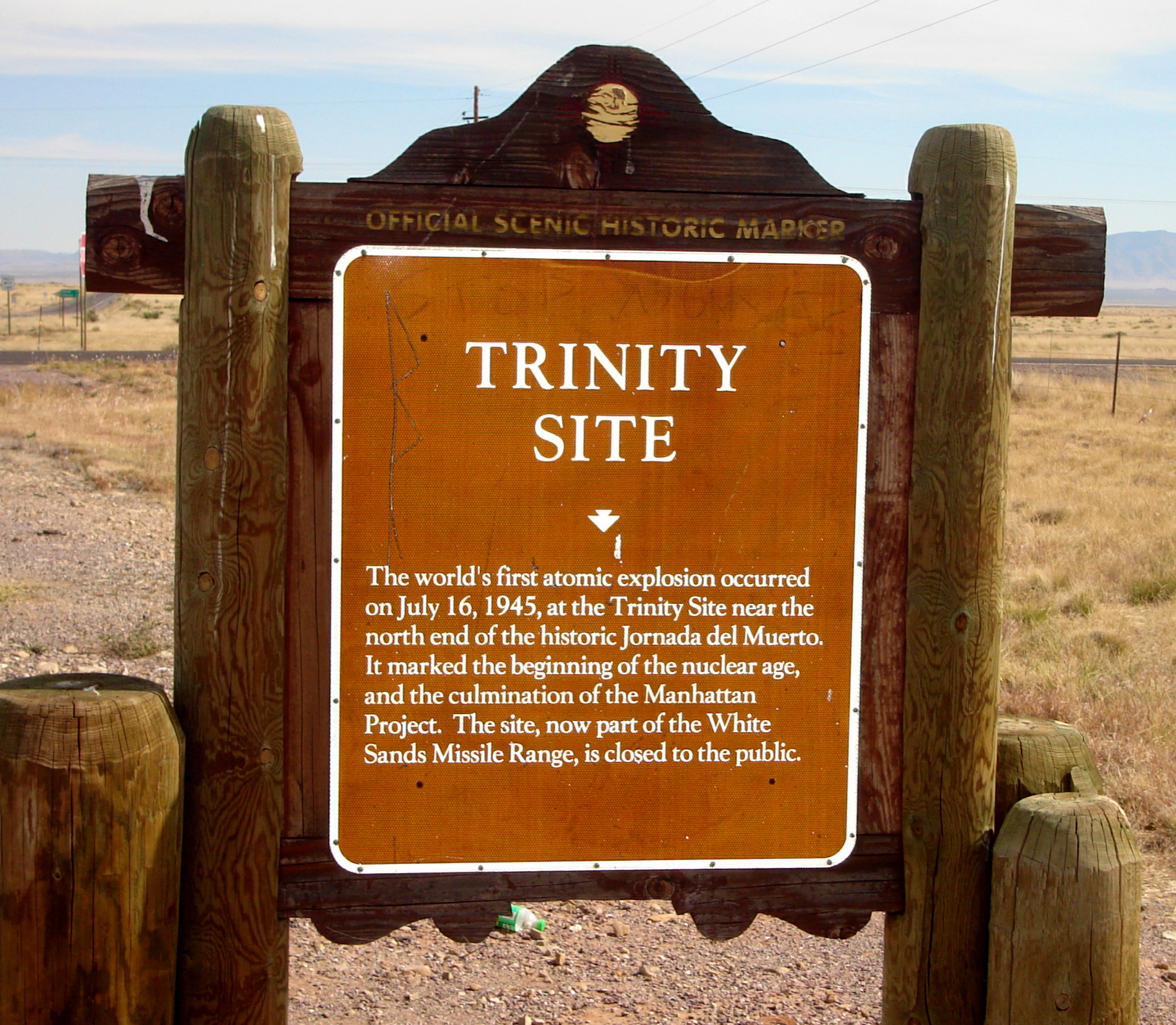
Plaque à l'entrée du site Trinity en 2008.
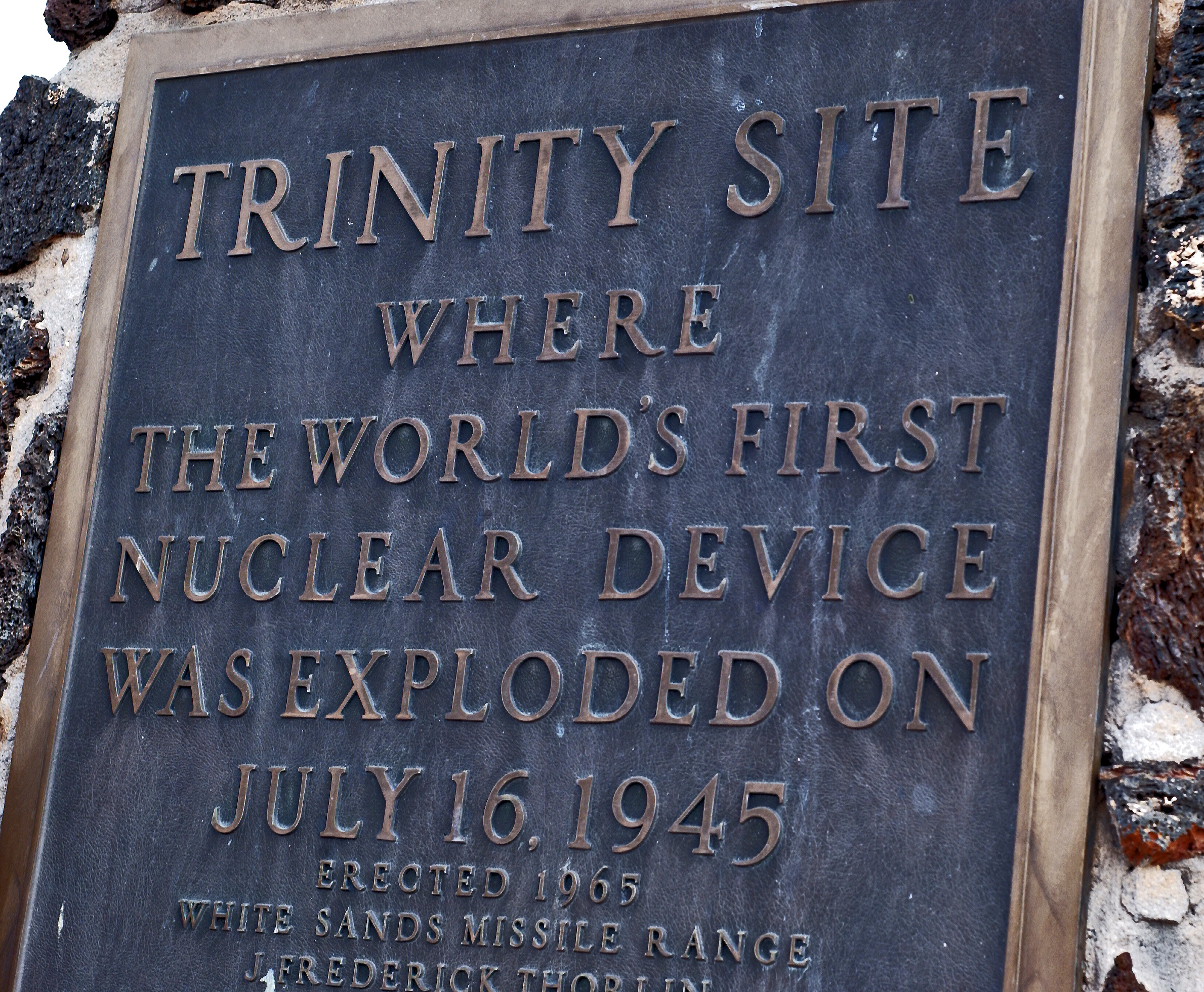
Plaque sur l'obélisque en 2009.
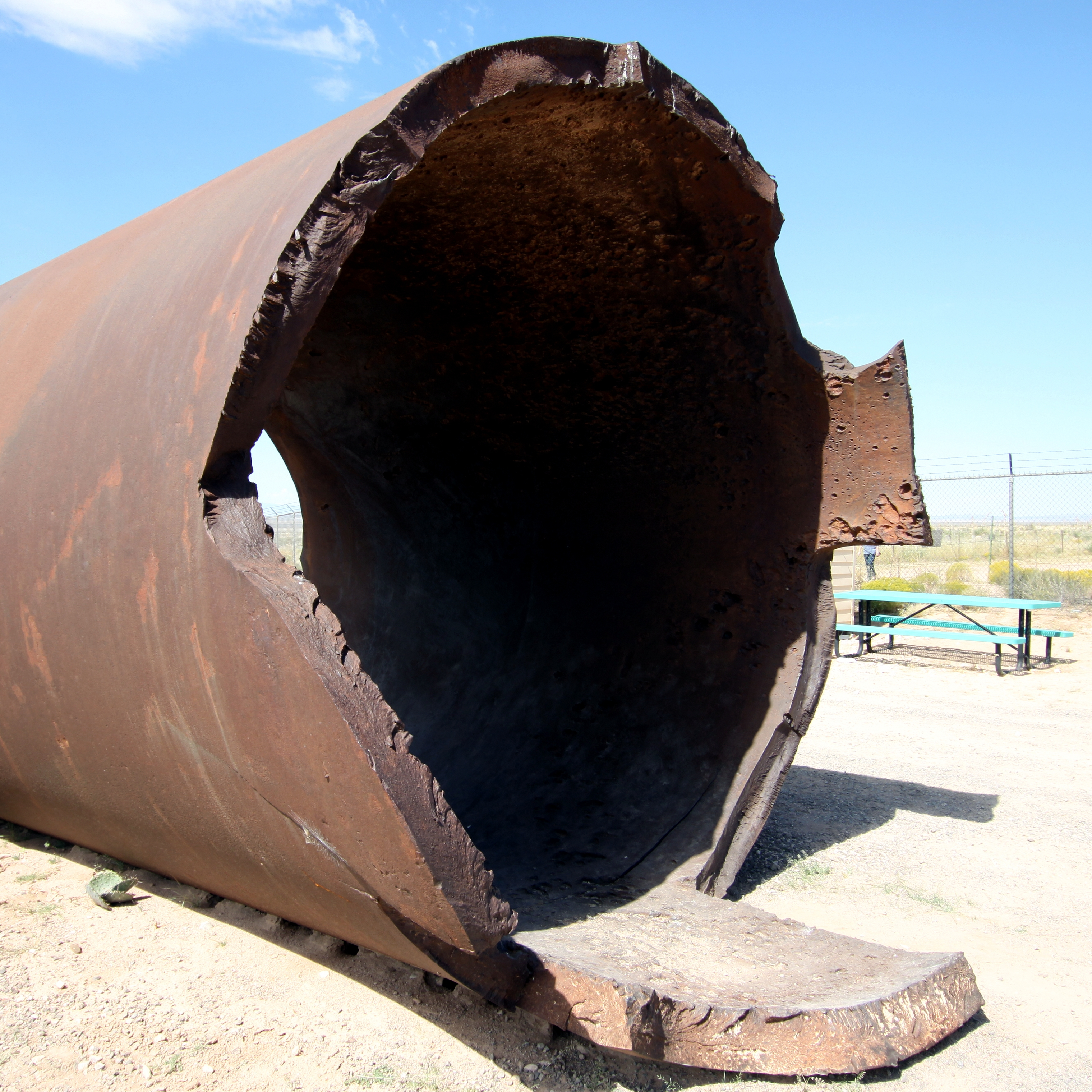
Restes de Jumbo en 2010.
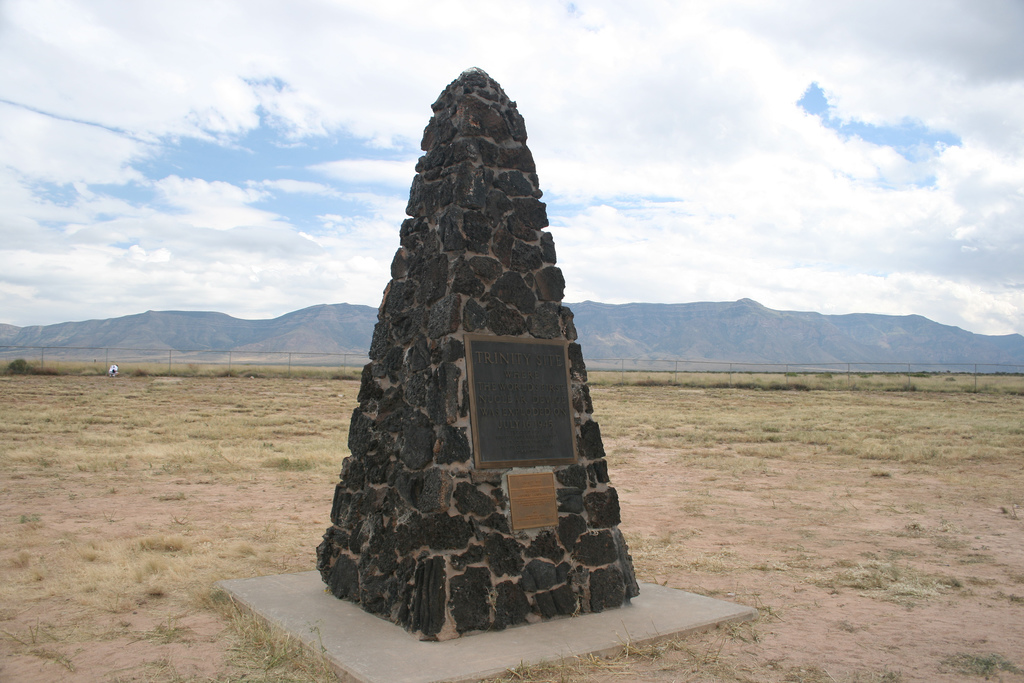
L'obélisque de lave en 2012.

## Dans la culture populaire
- Dans le film Oppenheimer (2023), le cinéaste Christopher Nolan reconstitue les rouages et les conséquences de l'essai Trinity (jusqu'à reproduire l'explosion elle-même[121]), du point de vue de Robert Oppenheimer, incarné ici par Cillian Murphy.